# Église Notre-Dame d'Armancourt
L'église Notre-Dame d'Armancourt est une église catholique située à Armancourt, dans le département de l'Oise. Elle a été construite en plusieurs étapes entre le second quart du XVIe siècle et le début XVIIe siècle, dans le style gothique flamboyant. Contrairement à l'usage général, la nef a été construite avant le chœur, dont les fenêtres en plein cintre annoncent la Renaissance. Le portail occidental est également de style Renaissance, ce qui donne à penser qu'il a été ajouté après coup. C'est peut-être également le cas des voûtes du collatéral, où l'on voit gravée la date de 1614. L'église se remarque par sa situation pittoresque, son homogénéité relative, son appareil solide en pierre de taille, et par son plan dissymétrique. Il ne comporte qu'un unique collatéral, au sud, mais le transept déborde autant au sud qu'au nord, car son bras méridional est d'autant plus profond que le collatéral est large. Cependant, l'église est de faible intérêt architectural, et ses seuls éléments de décoration sont le portail, les réseaux de certaines fenêtres, et certaines clés de voûte. L'absence de fenêtres au chevet des croisillons et dans la première travée du chœur pourrait résulter de contraintes économiques. Dès le XIXe siècle, l'église est en mauvais état. Elle est inscrite au titre des monuments historiques par arrêté du 22 août 1949, sans pour autant bénéficier d'une restauration à moyen terme. L'édifice est sauvé in extremis de l'effondrement grâce au don d'un mécène, qui permet enfin une restauration complète à partir de 1980. Aujourd'hui, l'église séduit par son parfait état de conservation et son intéressant mobilier. Il comporte notamment le retable baroque de l'abbaye de Royallieu. Armancourt est affilié à la paroisse des Seize bienheureuses Carmélites de Compiègne - paroisse de Compiègne.

## Localisation
L'église est située en France, en région Hauts-de-France et dans le département de l'Oise, près de la rive droite de l'Oise, sur la commune d'Armancourt près de Compiègne, sur une butte d'une altitude de 117 m, rue des Vignes blanches. La rue gagne en hauteur moyennant plusieurs serpentines. La façade occidentale de l'église donne sur la rue, et le reste de l'église est encore entouré du cimetière. L'édifice est donc tout à fait dégagé d'autres bâtiments, et l'on peut en faire le tour. Près de l'église se trouvaient jadis une source au caractère miraculeux, ainsi qu'un moulin à vent,. Autour de 1900, Eugène Müller a vu l'église « campée entre des masures en torchis éventrées et le vallon ». L'auteur n'indique plus la source. Le dossier de protection de 1949 dit que « l'église présente une silhouette très pittoresque sur la colline ».

## Historique

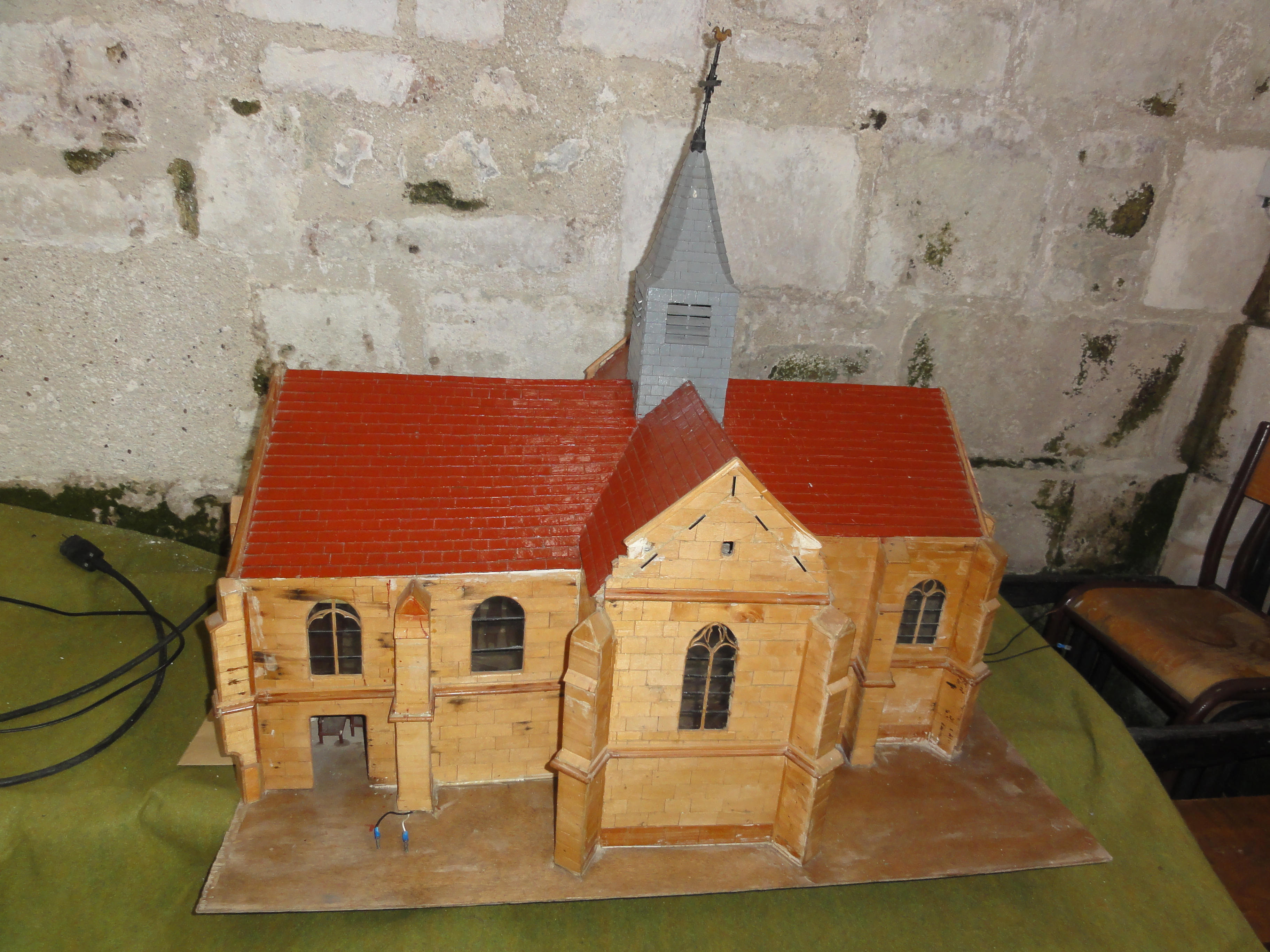
Maquette de l'église.

La paroisse d'Armancourt est un démembrement de la paroisse Saint-Pierre de Jaux. Elle est mentionnée pour la première fois en 1215 seulement. Le collateur de la cure est l'abbaye Saint-Corneille de Compiègne. Sous l'Ancien Régime, la paroisse dépend du doyenné de Coudun, de l'archidiaconé de Breteuil et du diocèse de Beauvais. L'église est dédiée à Notre-Dame de la Nativité.
L'on ignore tout sur la première église d'Armancourt, dont aucun élément en élévation ne subsiste. Louis Graves dit que l'on croit que l'église actuelle aurait été bâtie en 1410. Il ne commente pas ce renseignement obtenu sur place, mais signale que l'église « appartient, par les caractères de son architecture, à la dernière époque du style gothique ». Dans la région, la période gothique se termine vers le milieu du XVIe siècle ; quelques rares réalisations pourraient toutefois être plus tardives, telles que la nef et les bas-côtés de Précy-sur-Oise. Pour cette raison, Philippe Bonnet-Laborderie et François Callais insistent sur la nature plus tardive de l'église et affirment qu'elle semble plus récente, des XVIe et XVIIe siècles. La façade occidentale est effectivement de style Renaissance, et la date de 1614 est gravée sur la face latérale nord de la clé de voûte de la seconde travée du collatéral, bien que le profil aigu des ogives évoque une construction pas postérieure au premier tiers du XVIe siècle.

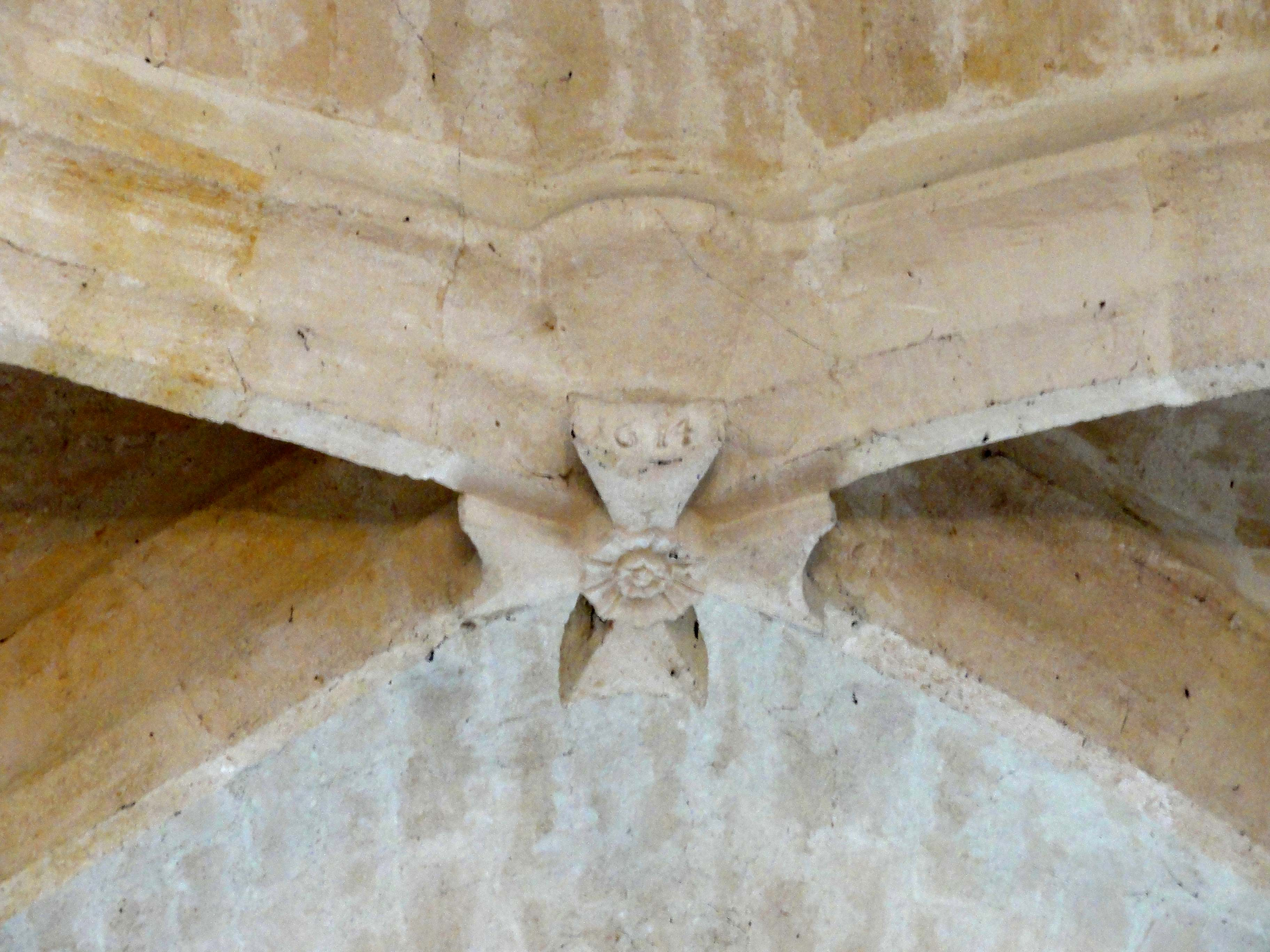
Collatéral, clé de voûte de la 2e travée : date 1614.

En 1883 déjà, Émile Coët signale l'intérêt archéologique de l'église, et constate son mauvais état de conservation. L'édifice est inscrit au titre des monuments historiques par arrêté du 22 août 1949. Du fait de mouvements du sol, la structure de l'édifice est sérieusement affectée à cette époque, et les voûtes et supports se sont désarticulées près du portail et près du chevet. Pendant les années 1970, l'église menace de s'effondrer. Son accès doit être interdit en 1975. En 1980, la commune peut enfin lancer sa restauration complète grâce à l'important don d'un généreux mécène. Un nouveau vitrail polychrome représentant la Nativité de Marie est installé dans la baie centrale du chevet. Les autres fenêtres de l'abside contiennent pour le moment du simple verre blanc. Grâce à une campagne de souscription soutenue par la Fondation du Patrimoine, la commune veut commander quatre nouvelles verrières, qui ont d'ores et déjà été conçues par Bertrand Créac’h, et qui seront réalisées par un atelier parisien dans la technique du fusing.
Déjà rattaché à la paroisse du Meux au XIXe siècle, Armancourt n'est plus une paroisse indépendante depuis longtemps. Sur le plan religieux, l'église Notre-Dame d'Armancourt est affiliée à la paroisse des Seize bienheureuses Carmélites de Compiègne - paroisse de Compiègne-sud. Les messes dominicales y sont célébrées irrégulièrement.

## Description

Plan de l'église.

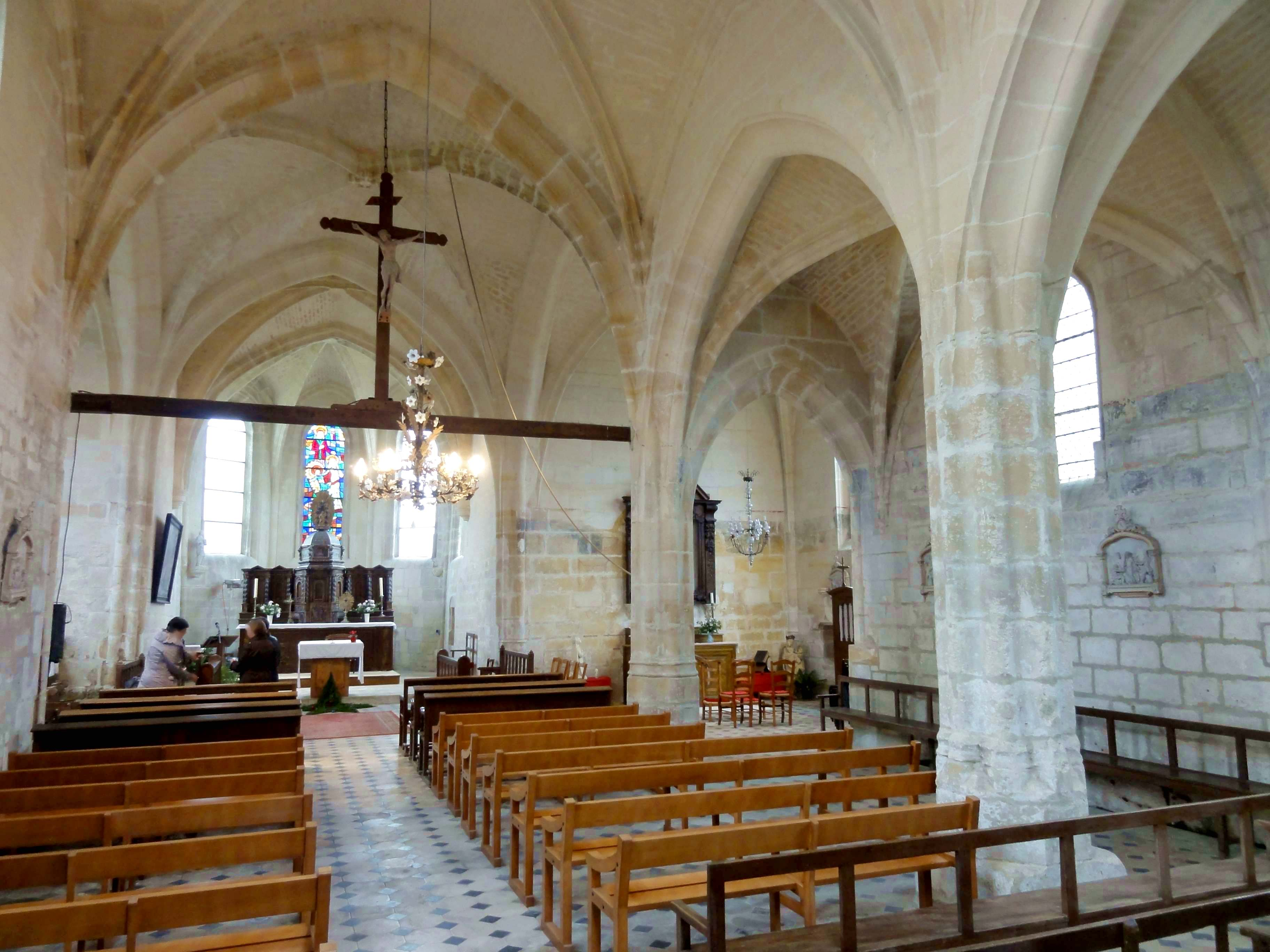
Nef et collatéral, vue vers l'est.

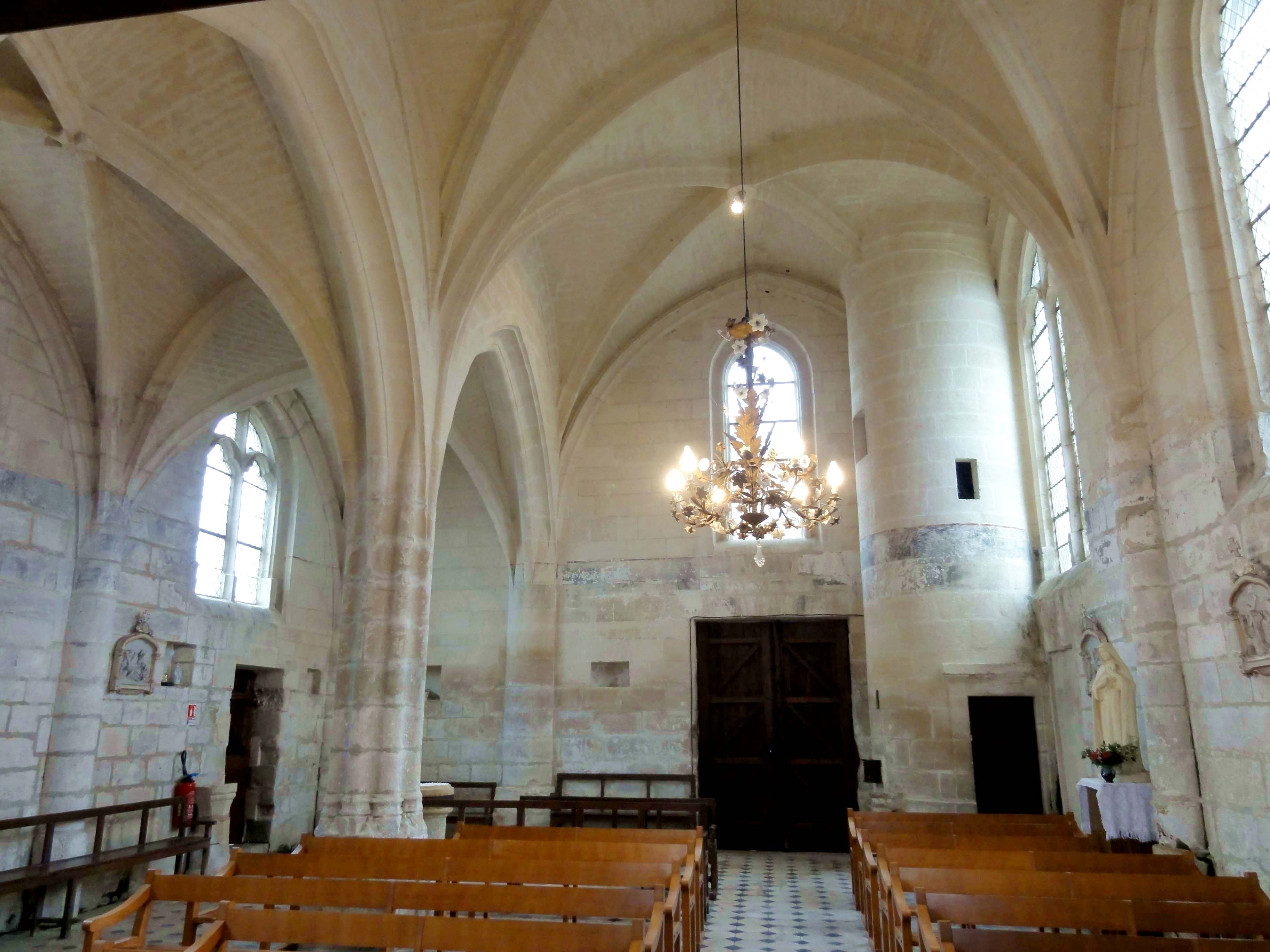
Nef et collatéral, vue vers l'ouest.

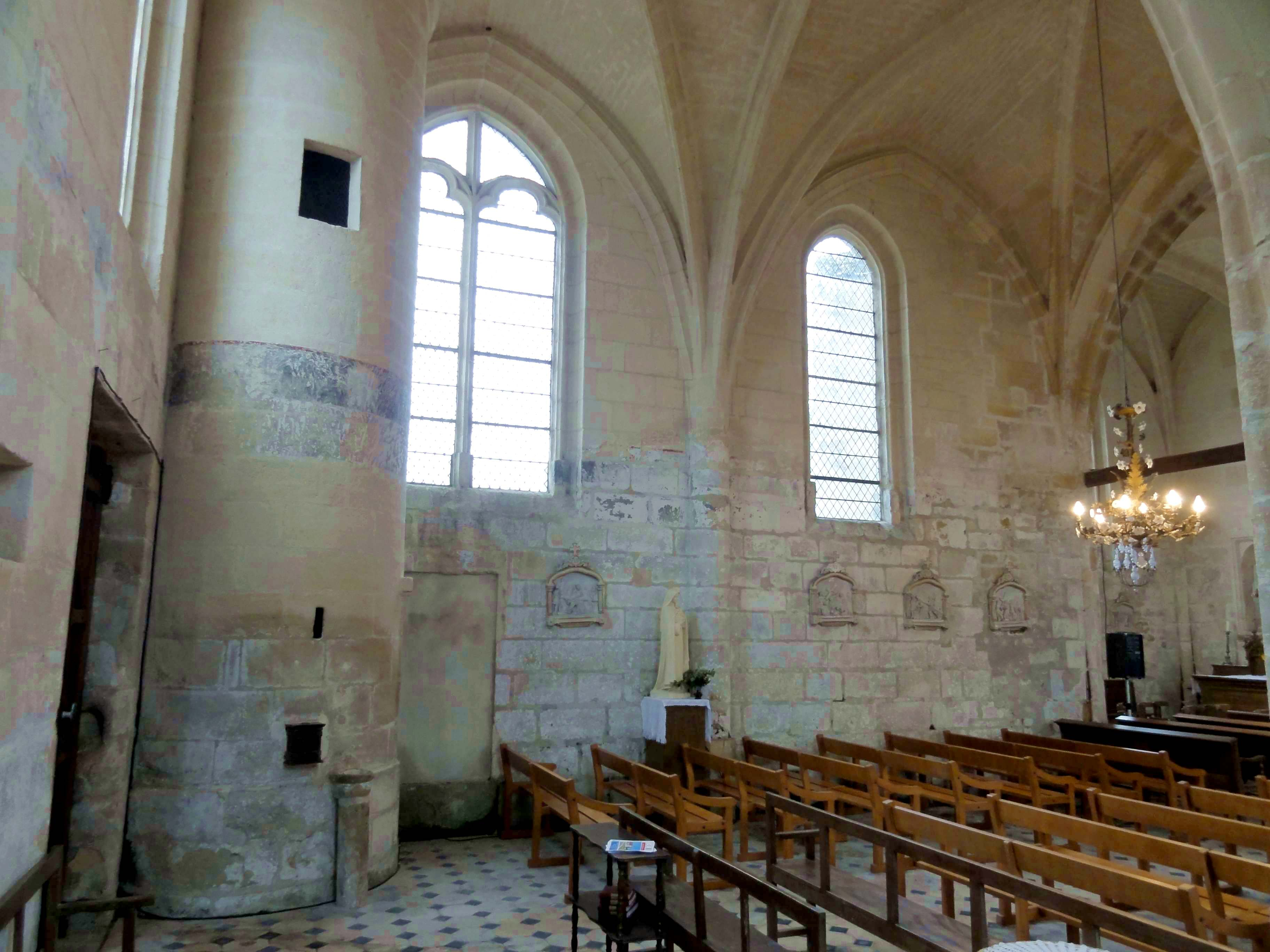
Nef, tourelle d'escalier et élévation nord.

### Aperçu général
Orientée irrégulièrement vers le nord-est du côté du chevet, avec une déviation de l'axe de l'édifice d'environ 40° de l'axe est-ouest habituel, l'église Notre-Dame répond à un plan cruciforme dissymétrique. Elle se compose d'une nef de deux travées, accompagnée d'un unique collatéral au sud ; d'un transept débordant tant au nord qu'au sud ; et d'un chœur de deux travées, qui comporte une travée droite sans fenêtres et une abside à cinq pans. L'ensemble de l'église est voûté d'ogives. Une tourelle d'escalier ronde occupe l'angle nord-ouest de la nef, à l'intérieur. Le clocher en charpente s'élève au-dessus de la croisée du transept. Il n'y a pas de sacristie. L'on accède à l'église par le portail occidental, ou depuis le cimetière, par un portail latéral dans la première travée du collatéral.

### Intérieur

#### Nef et collatéral
La nef est assez large, mais sa hauteur est médiocre, et dépasse d'environ un quart sa largeur. Au sud, la nef est largement ouverte sur le collatéral par deux grandes arcades en tiers-point. Ces arcades sont presque aussi élevées que la nef elle-même, et sont seulement surmontées d'une petite portion de murs nus, comme à Pont-Sainte-Maxence. L'absence de fenêtres hautes du côté sud ne se fait donc pas ressentir comme un inconvénient, et ne rend pas la nef sombre. Le profil des arcades est d'un gros boudin entre deux larges gorges et des moulures prismatiques, comme à Survilliers, Vauréal et Vineuil-Saint-Firmin, ou sans les moulures prismatiques, dans les chœurs de Boran-sur-Oise et Jagny-sous-Bois. Ce profil est adapté à la forme des piliers ondulés, dans lesquels les arcades se fondent entre les deux travées, ainsi que vers le transept. Les piliers comportent huit renflements ou ondulations, ce qui a amené Louis Graves à employer improprement le terme de piliers cannelés. Ce sont des réminiscences des faisceaux de colonnettes du Moyen Âge, et quatre ondulations correspondent aux supports des ogives, tandis que les autres correspondent aux arcs-doubleaux et aux grandes arcades. Cette forme du pilier ondulé est notamment employée dans le chœur de Saint-Étienne de Beauvais, qui a été construit entre 1506 et 1545. L'on voit des piliers semblables au nord de la nef de Clermont, et à Chevrières, Jaux, Raray, Roberval, Venette et Verneuil-en-Halatte. Du fait de l'épaisseur de l'intrados des arcades, les ondulations correspondant aux ogives ne peuvent pas directement monter jusqu'à la retombée des voûtes. Au lieu de suivre le tracé des arcades, ils montent néanmoins tout droit, et semblent transpercer les gorges des arcades, ce qui donne un effet intéressant. Ce procédé a aussi été employé à Pont-Sainte-Maxence et Verberie.
Les bases des deux piliers ne sont pas identiques. Celle du pilier entre les deux arcades se compose d'une base indépendante pour chaque ondulation, avec, du haut vers le bas, une gorge entre deux tores aplatis, puis le passage vers un plan hexagonal, et une base octogonale commune aux huit ondulations. La base du pilier sud-ouest de la croisée du transept comporte une sorte de plinthe commune aux huit renflements, puis le pilier reprend pour une courte section sa forme habituelle, avant de s'amortir sur un socle aux angles émoussés. La disparition des angles saillants indique une date de construction plus récente. Des plinthes semblables sont par exemple utilisées dans les nefs de Vauréal, avant 1530, et Précy-sur-Oise, après 1570 (en réunion avec des piliers cylindriques). L'évolution entre les deux piliers montre que la construction a progressé d'ouest en est, et qu'il ne s'agit pas d'un pastiche de la première moitié du XVIIe siècle de l'architecture flamboyante, comme l'est par exemple le transept de Saint-Germain-des-Prés. — On trouve encore d'autres piliers ondulés au nord du doubleau vers le carré du transept, et au sud de l'arcade vers le croisillon sud ; ces piliers sont engagés dans les murs mais sinon analogues. Au droit des murs et dans les angles près de la façade, les supports sont plus simples, et se présentent sous la forme de piliers cylindriques engagés. Dans tous les cas, les nervures des voûtes sont pénétrantes, et il n'y a pas le moindre chapiteaux. Le profil du doubleau vers la croisée et de l'arcade vers le croisillon sud est calqué sur les grandes arcades. Les ogives et les doubleaux intermédiaires de la nef et du collatéral affectent un profil prismatique aigu, ce qui cadre mal avec la date de 1614. Il est possible que les voûtes du collatéral ont été lancées trois générations après celles de la nef, tout en imitant les dispositions rencontrées dans la nef. Les motifs des clés de voûte du collatéral sont une rosace davantage gravée que sculptée, et une croix de Malte avec une petite rosace au centre. Dans la nef, les clés de voûte restent frustes. Quant aux fenêtres, elles sont en arc brisée, et appartiennent à deux types, à savoir deux lancettes aux têtes tréflées surmontées d'un meneau simple dans la première travée, et une lancette simple dans la seconde travée, ainsi qu'en haut du mur occidental. Au nord, la lancette est nettement désaxée par rapport à l'arc formeret, et plus étroite qu'au sud. La sculpture des bases des meneaux est restée inachevée.

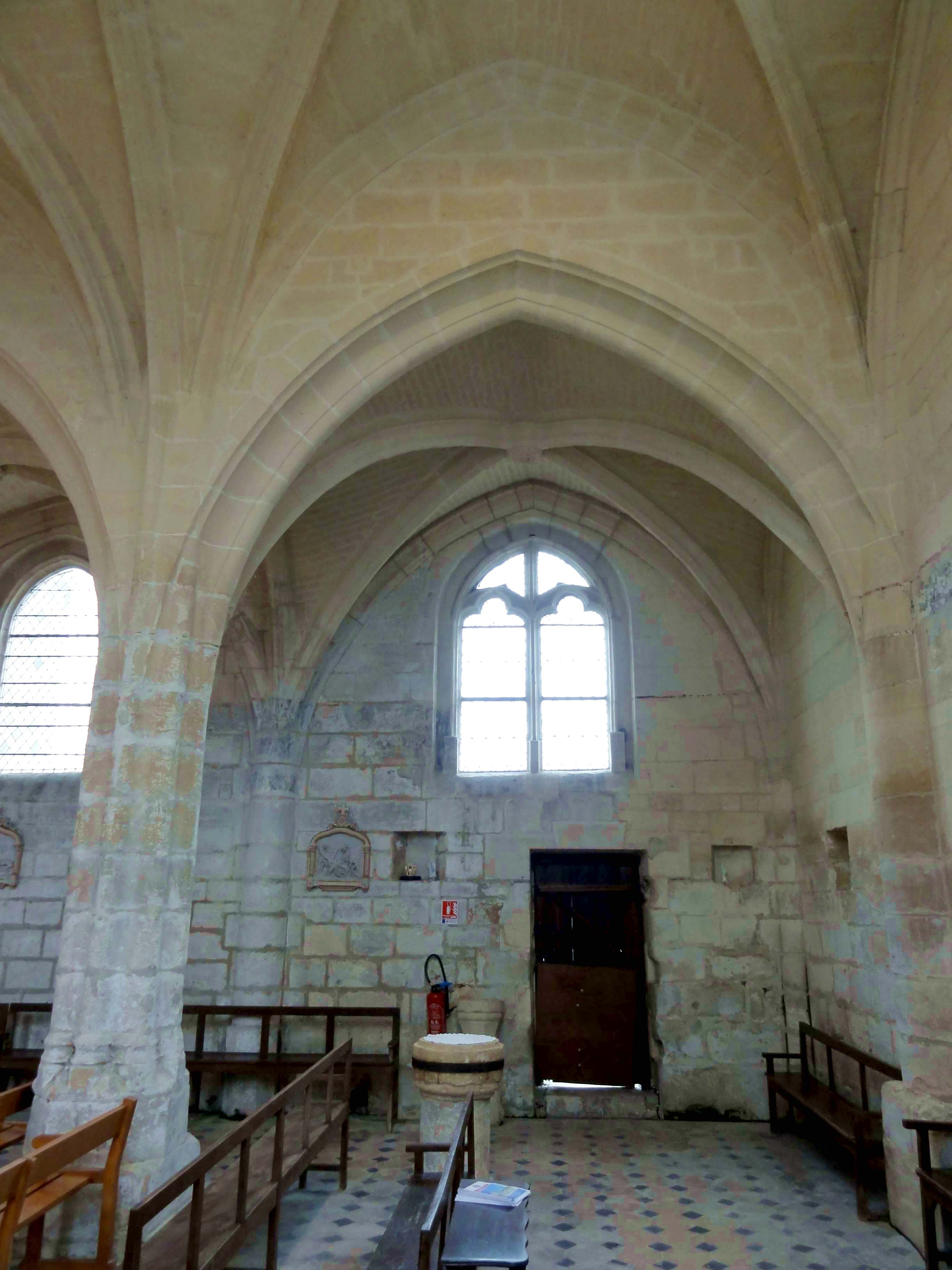
Nef, première travée, élévation sud.
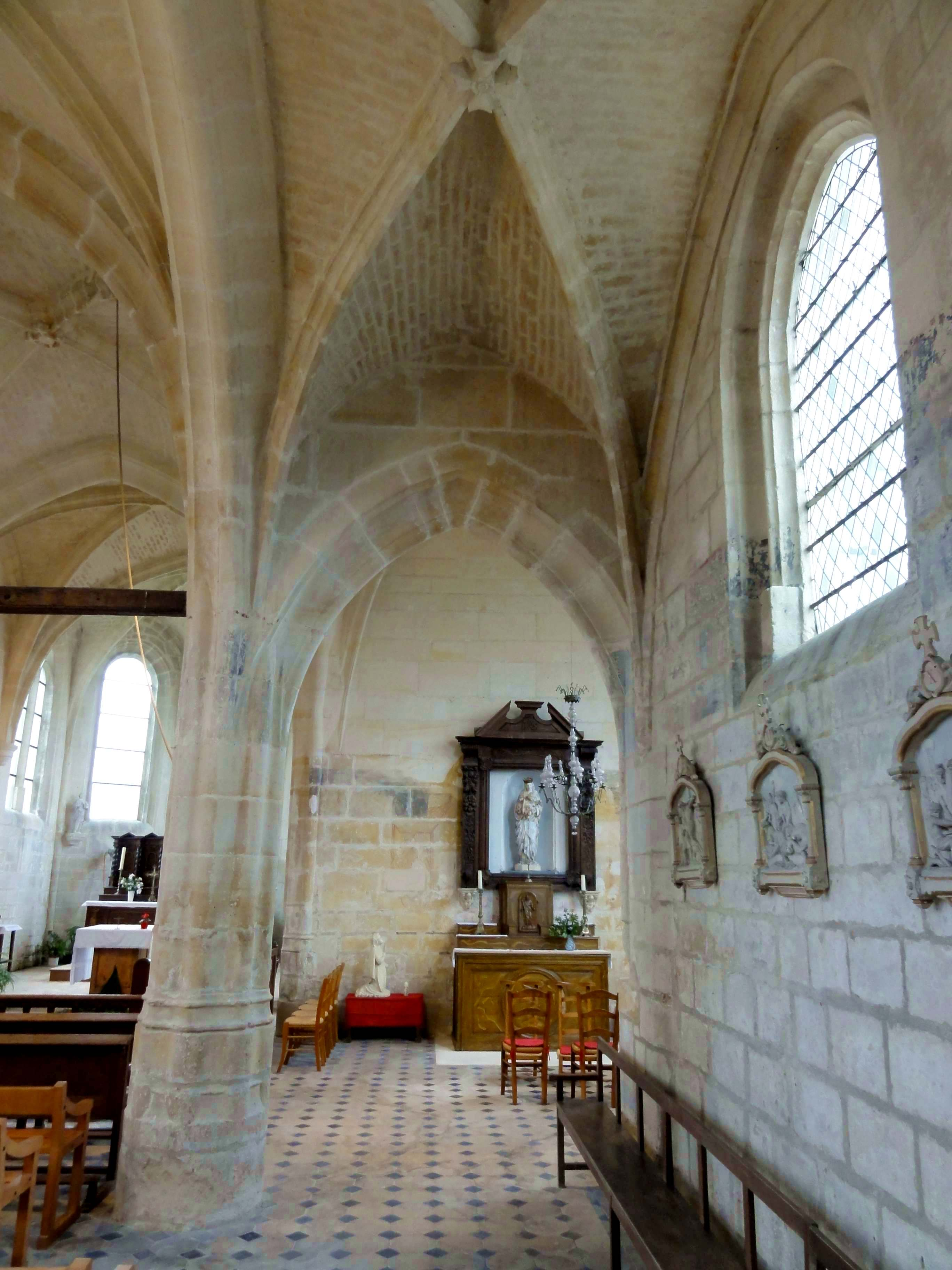
Collatéral, vue vers l'est.
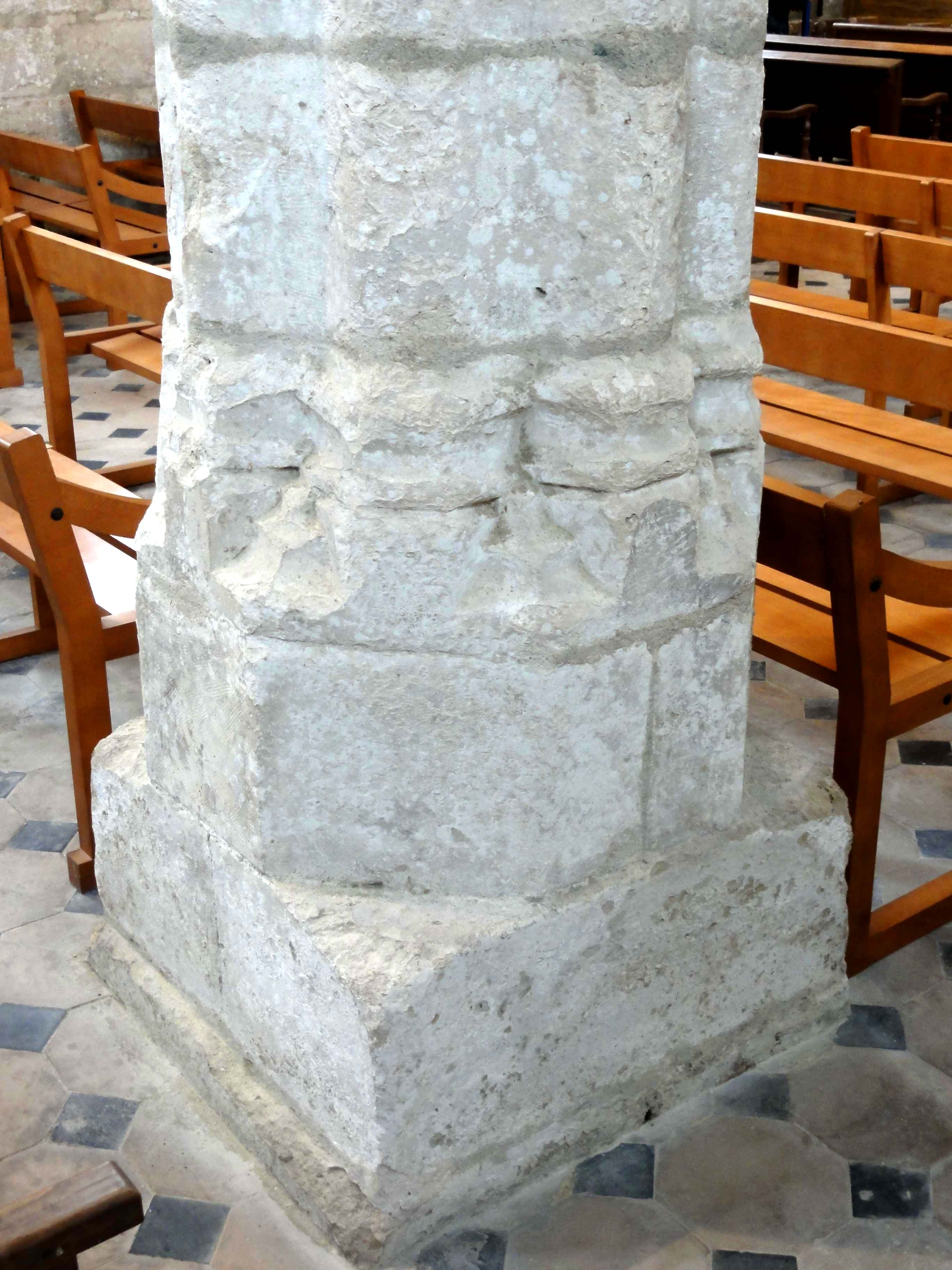
Base au milieu des grandes arcades.
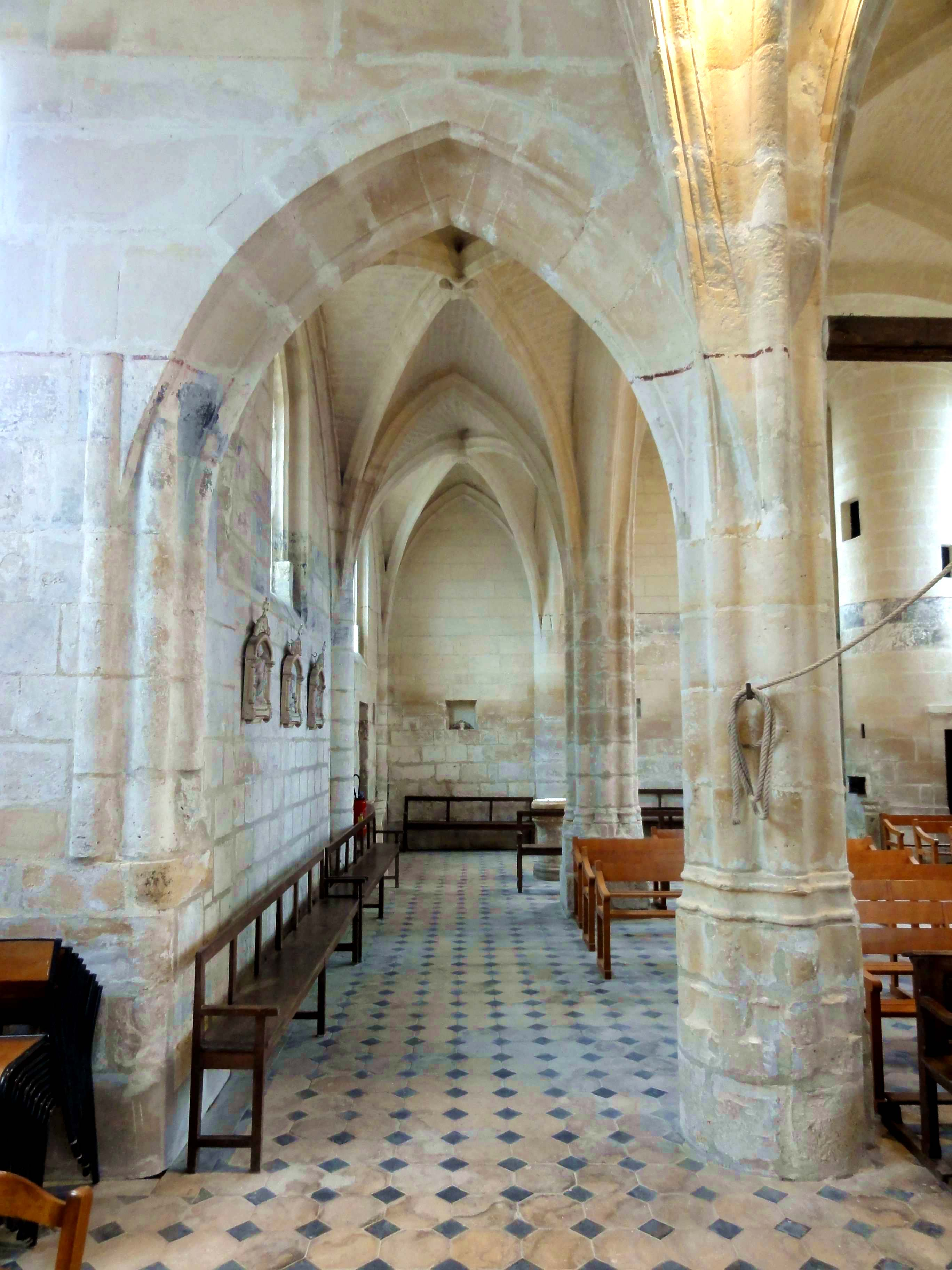
Vue dans le collatéral depuis le croisillon sud.
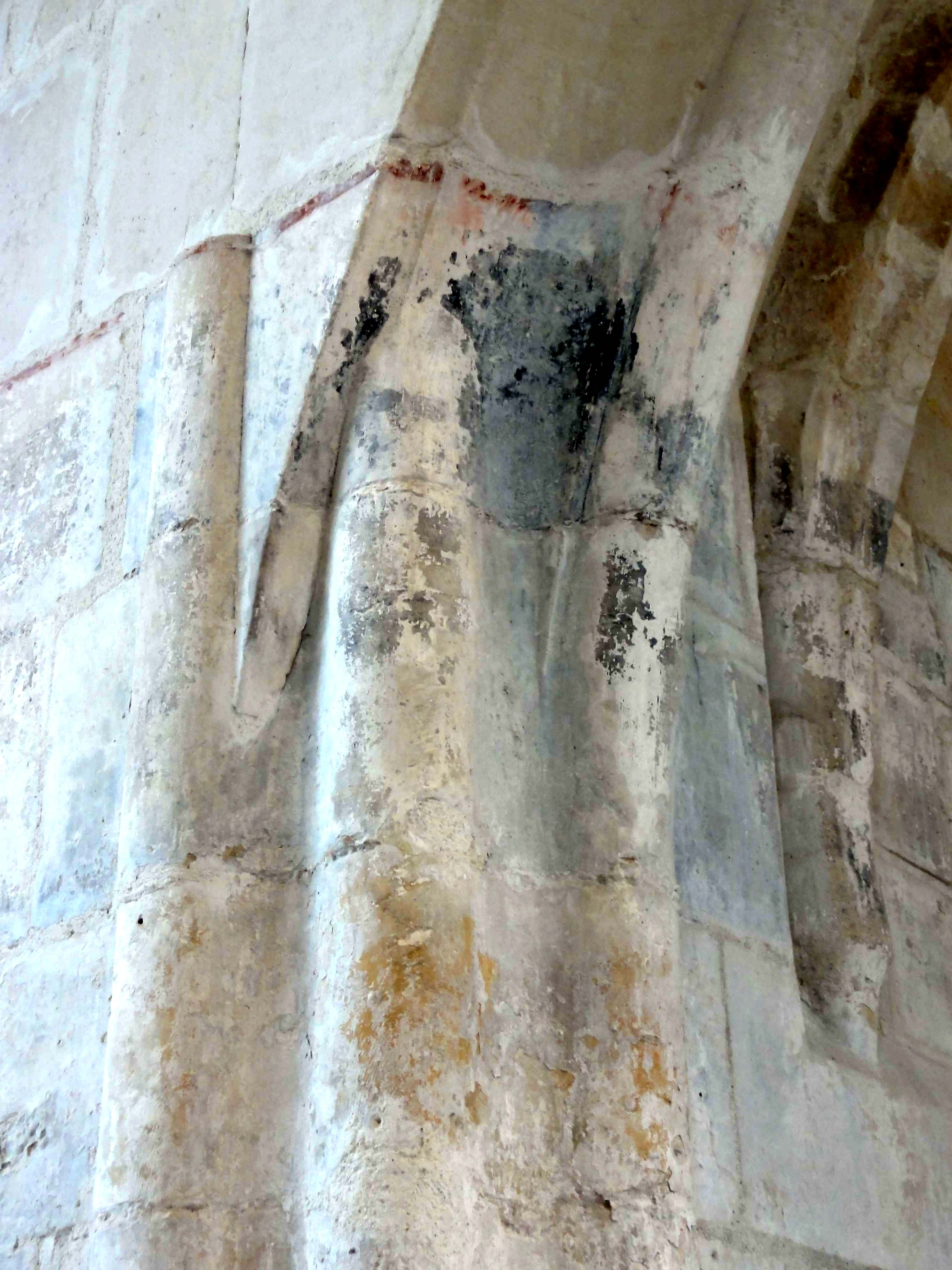
Retombée de cette même arcade côté sud.
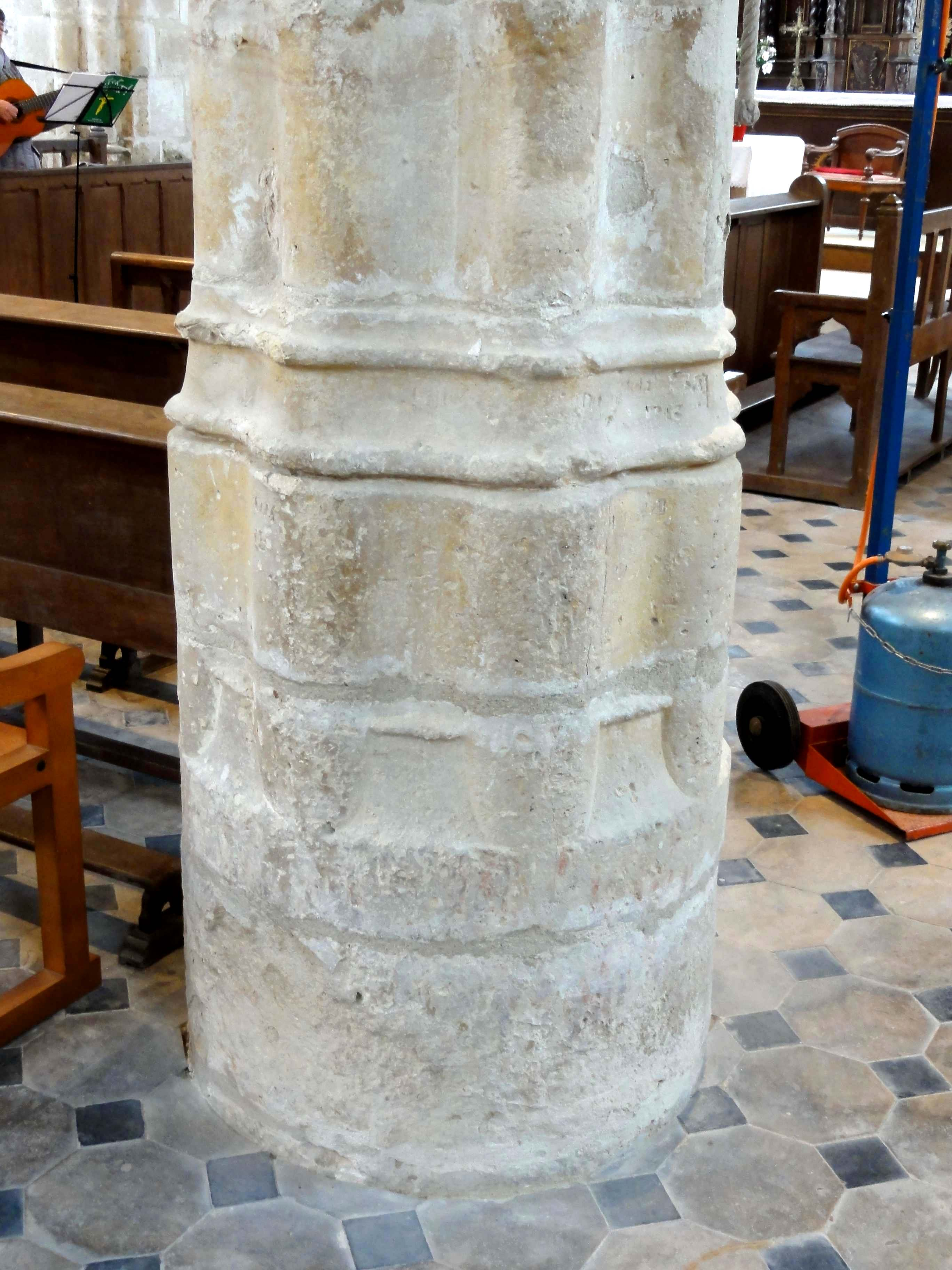
Base du pilier à la fin des grandes arcades.

#### Transept

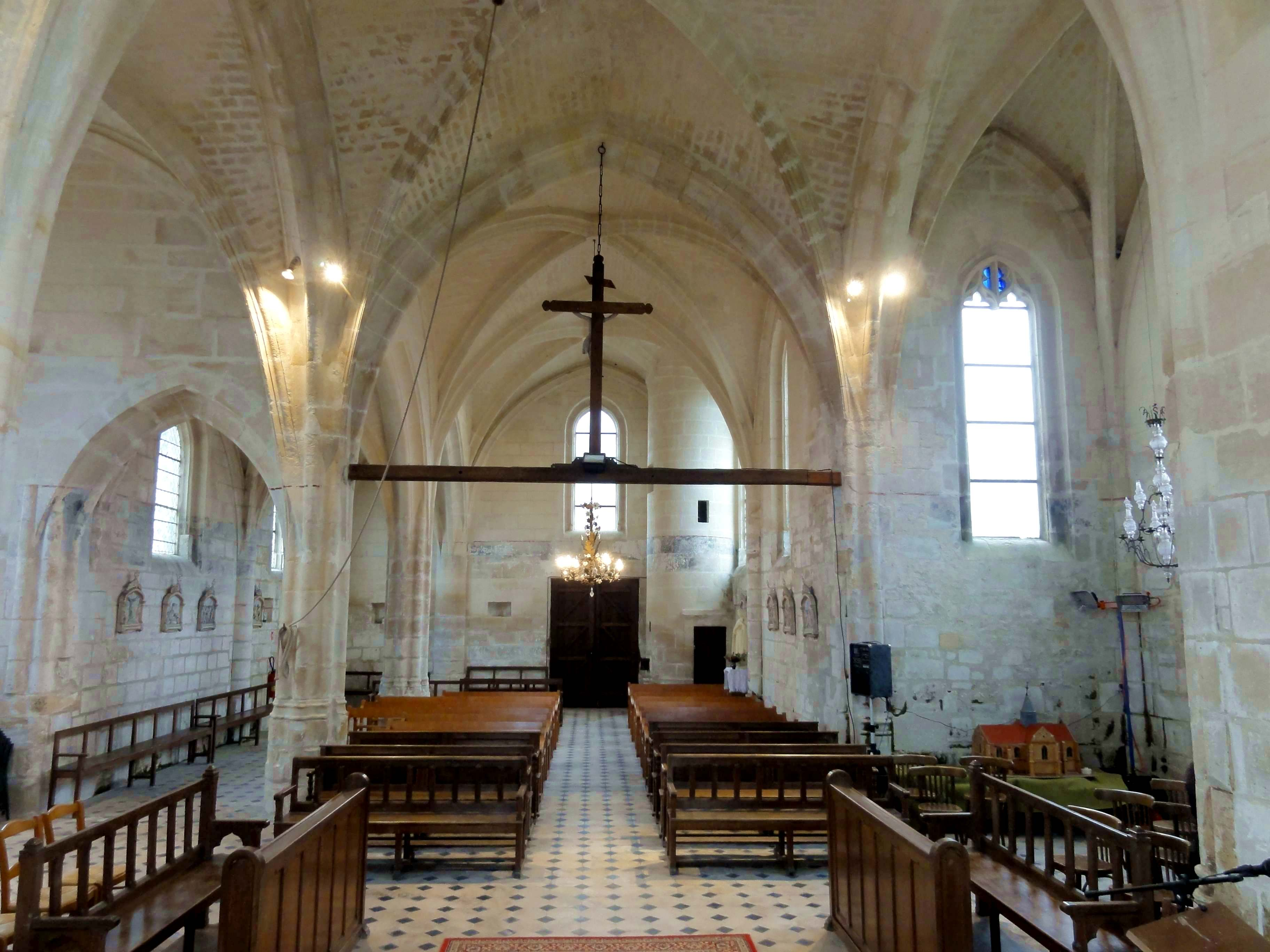
Croisée, vue vers l'ouest.

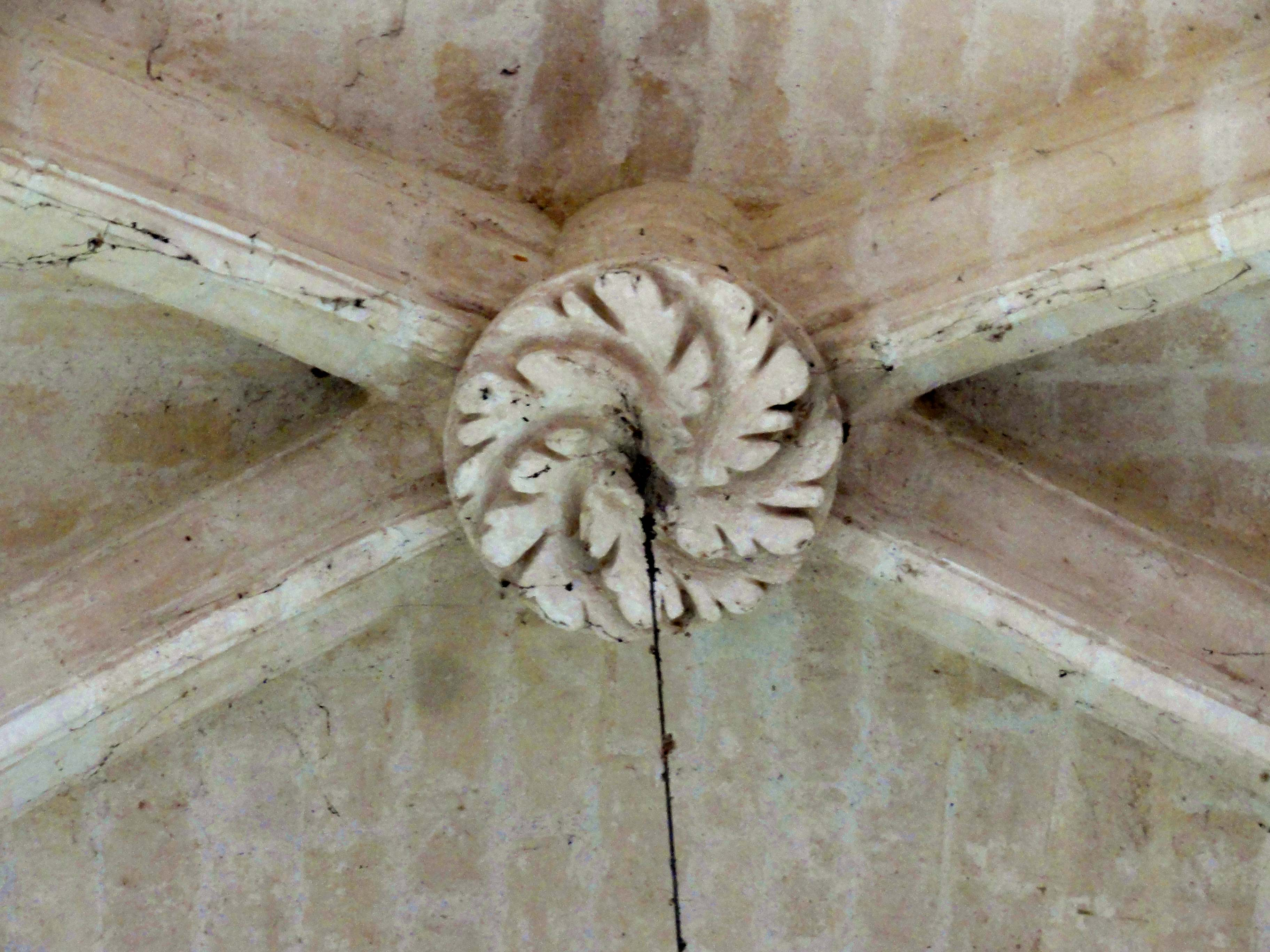
Croisillon nord, clé de voûte.

Le transept est voûté à la même hauteur que la nef. L'architecture s'inscrit dans la continuité avec la nef et le collatéral. Les piliers de l'arc triomphal ouvrant sur le chœur sont ondulés, et ont pour bases des plinthes. Dans les quatre extrémités, les nervures des voûtes se fondent dans des piliers cylindriques engagés, comme dans les angles près de la façade. Les quatre doubleaux autour du carré du transept sont toujours conformes aux grandes arcades de la nef. Le profil des ogives est en revanche légèrement différent, mais toujours prismatique et aigu. De toute évidence, le transept a été mis en chantier quelques années après les parties occidentales. C'est également ce que donne à penser un fût cylindrique engagé dans le mur au sud de l'arcade vers le collatéral. Ce fût entre dans la composition d'un pilier ondulé, qui est par ailleurs dépourvue de base, et s'arrête net deux assises après la retombée de l'arcade. Cette disposition témoigne d'un changement de parti en cours de chantier. Peut-être avait on envisager deux voûtes successives pour le croisillon sud, car il est deux fois plus profond que son homologue au nord, et adopte un plan carré. Les dimensions sont à peu près équivalentes à la croisée du transept, ce qui explique sans doute que l'on se contenta d'une voûte unique.
Les fenêtres aux extrémités présentent le type de remplage qui est tout à fait emblématique de l'architecture flamboyante, à savoir deux lancettes aux têtes tréflées surmontées d'un soufflet et de deux mouchettes. La fenêtre occidentale du croisillon sud est encore une lancette simple, de même que celle du nord, mais cette dernière se termine néanmoins par deux petites têtes tréflées suspendues dans le vide, surmontées d'un soufflet subdivisé en deux compartiments par un meneau central, et de deux soufflets. Cette fenêtre fait preuve d'une recherche esthétique certaine. À sa vue, la question de la destruction des éventuels réseaux des autres lancettes simples s'impose, étant donné que l'église a manqué d'entretien jusqu'à sa restauration en 1980. Les clés de voûte méritent aussi l'attention. Elles sont toutes les trois différentes, et présentent le motif rare de quatre croix pattées dans la croisée du transept ; un arrangement de feuillages sur deux plans dans le croisillon sud ; et des feuillages « tournants » dans le croisillon sud. Ce dernier motif évoque la première moitié du XIIIe siècle. — Sur le plan de la décoration, on peut encore signaler la piscine liturgique dans le mur méridional. L'état d'usure de la piscine proprement dite contraste avec le parfait état de conservation de l'accolade et de la console qui la surmontent. Enfin, sur le mur du chevet de part et d'autre du retable de la Vierge, subsistent des traces de peintures murales, que Bonnet-Laborderie et Callais datent, avec quelques réserves, du XVIIe siècle. Les peintures affichent le style baroque et devaient entourer la niche à statue avant que le retable ne fut accroché. Comme à Chevrières, les murs de chevet des croisillons n'ont d'emblée pas été percés de fenêtres.

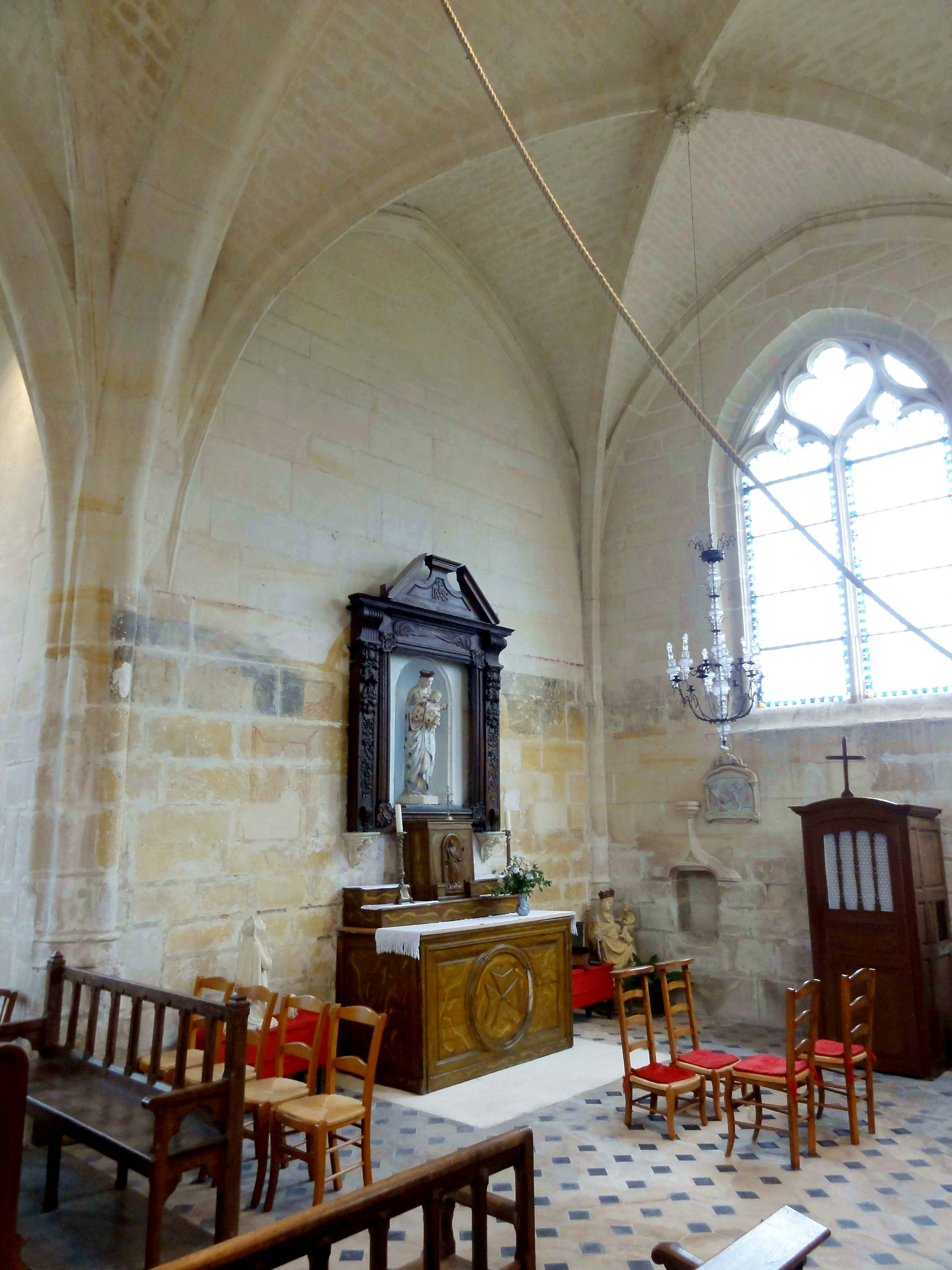
Croisée, vue vers le sud-est dans le croisillon sud.
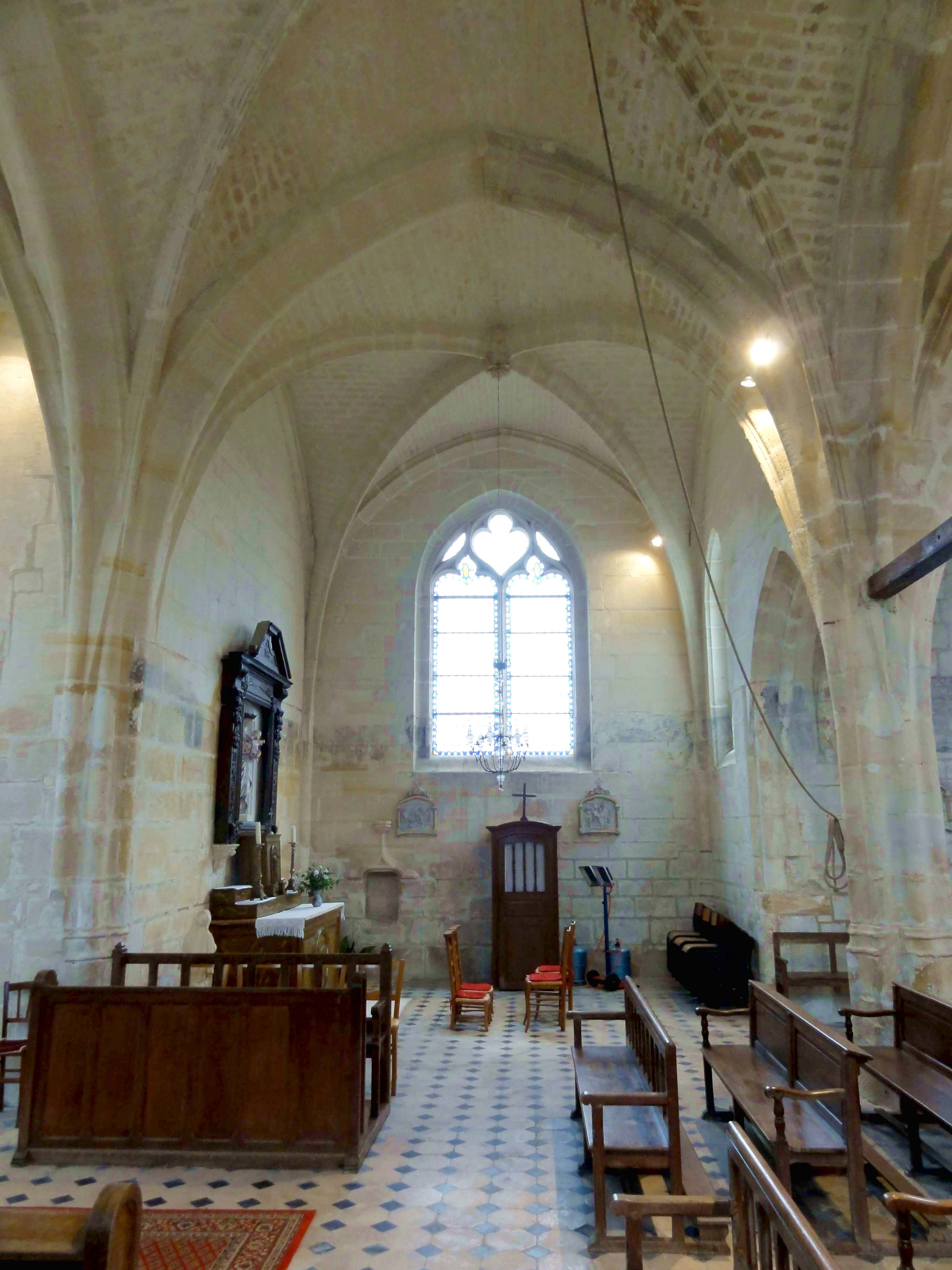
Croisée, vue vers le sud.
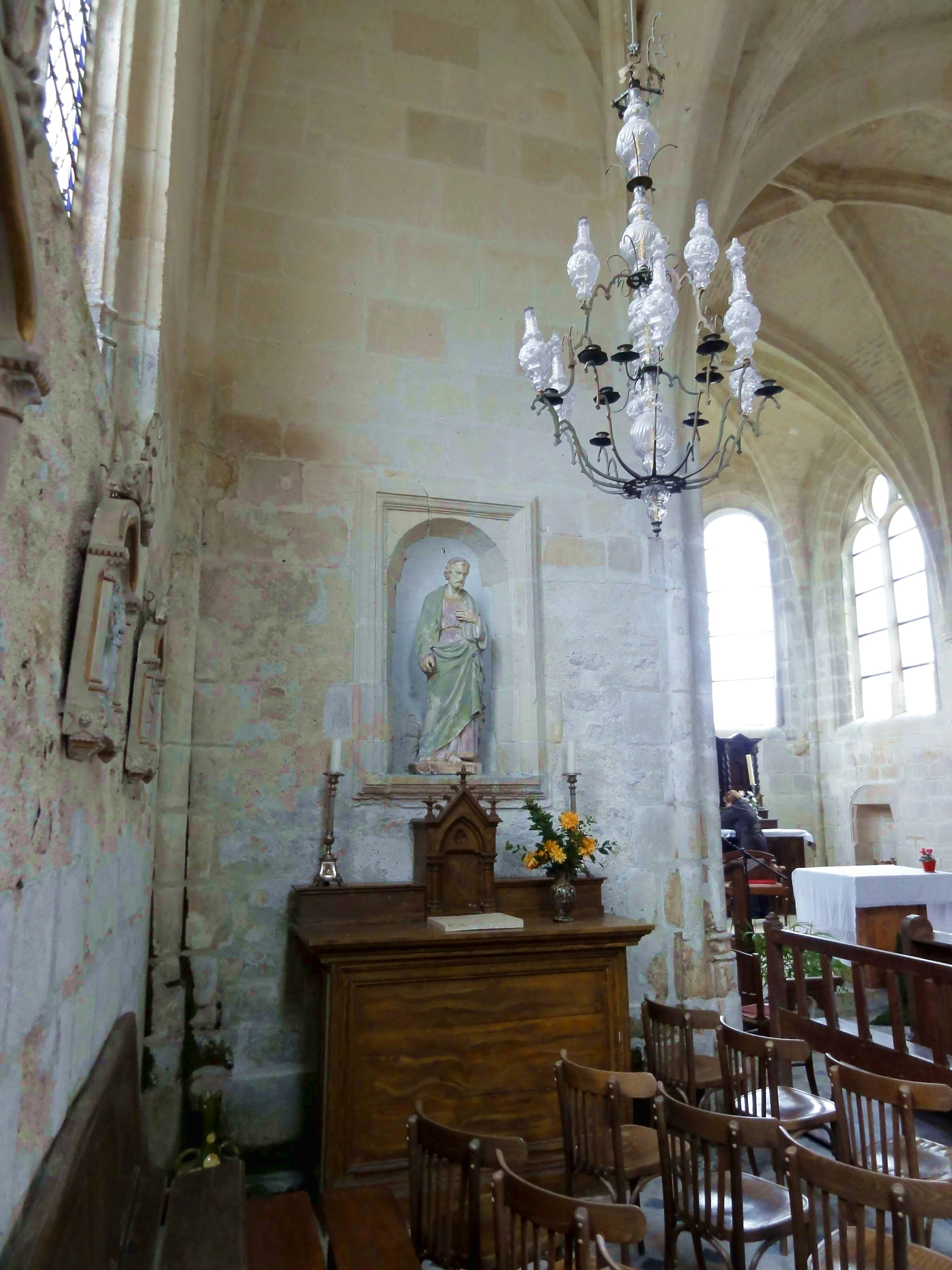
Croisillon nord, vue vers l'est.
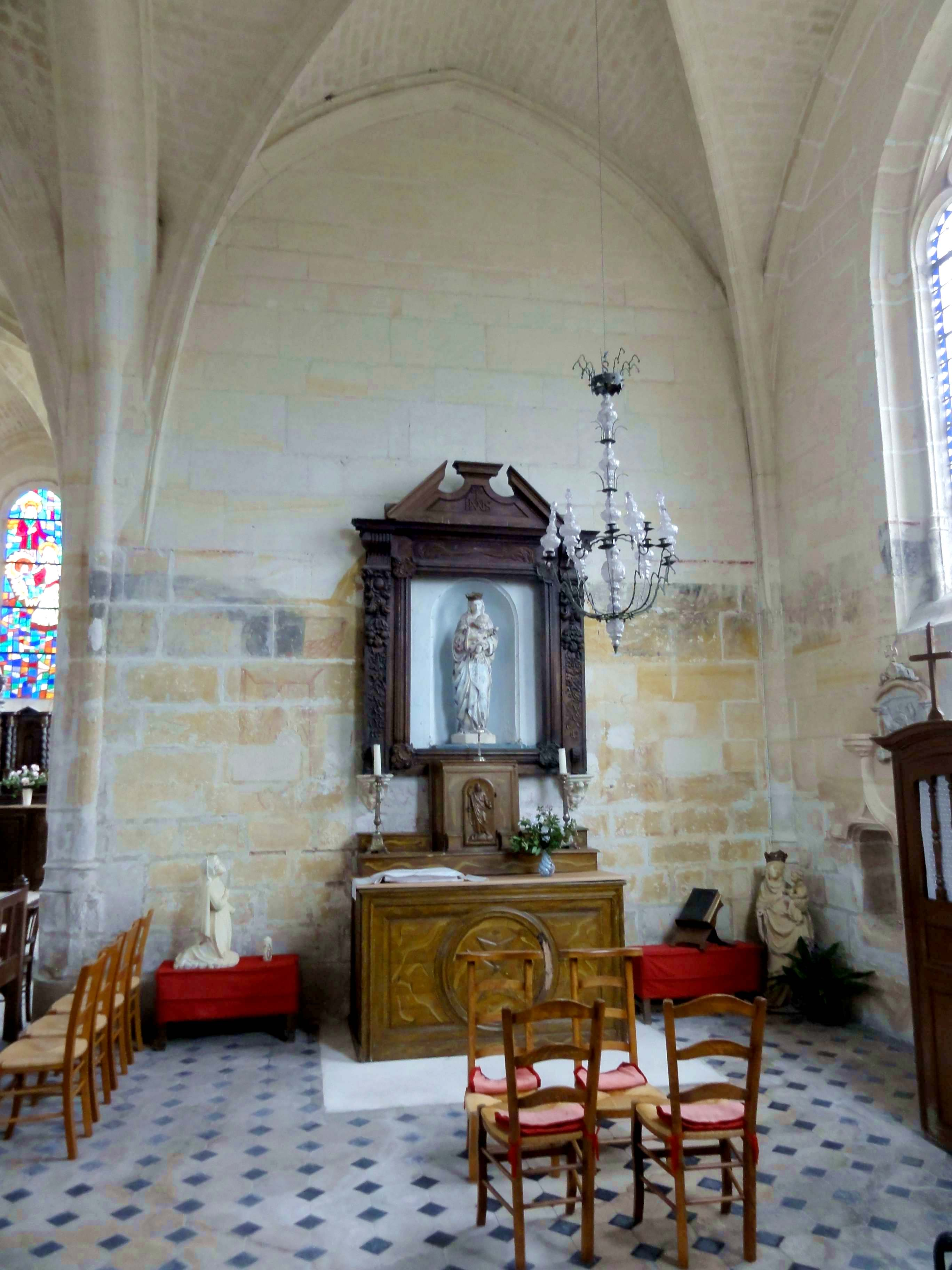
Croisillon sud, vue vers l'est.
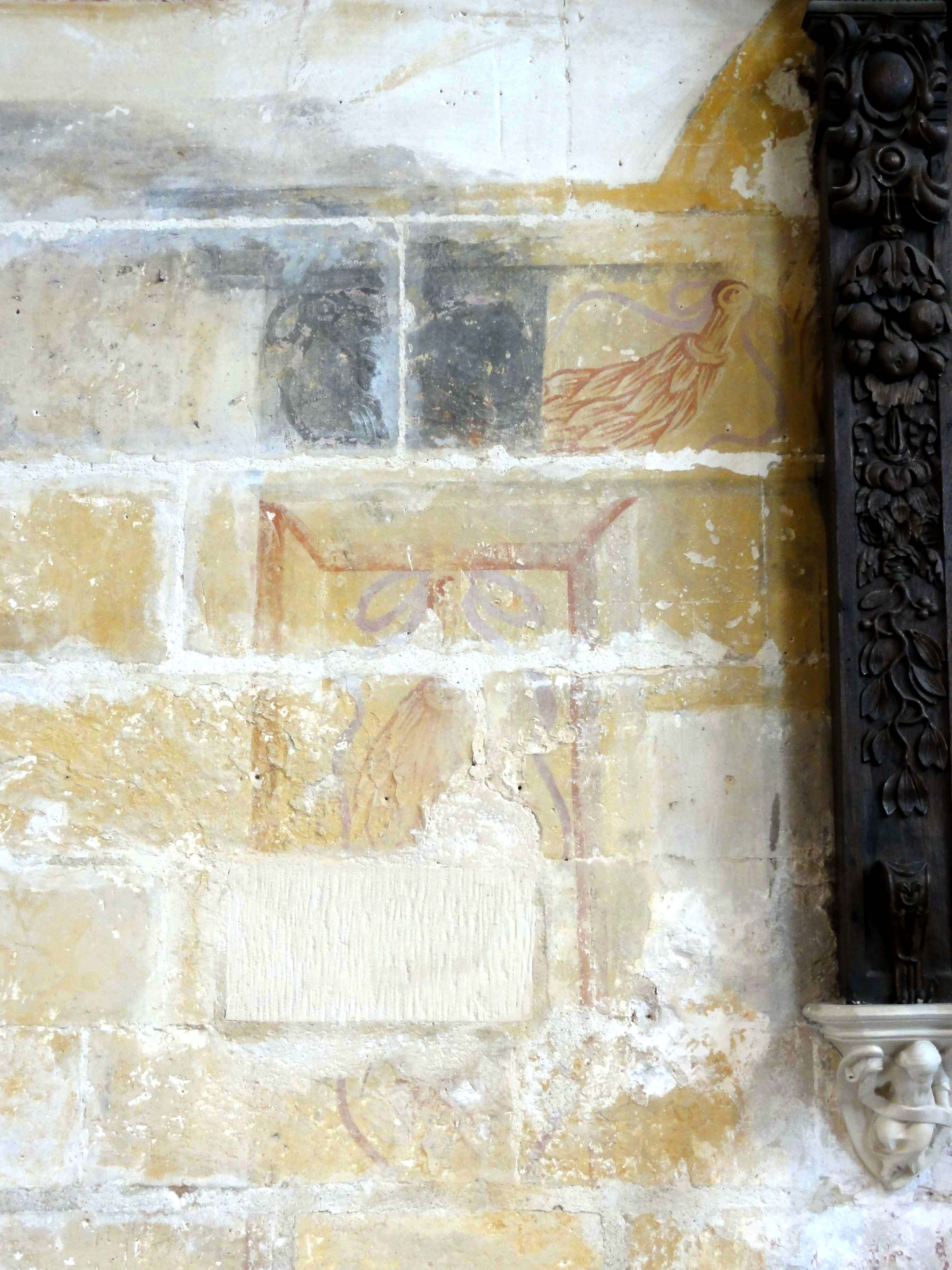
Peinture murale au chevet, à gauche.
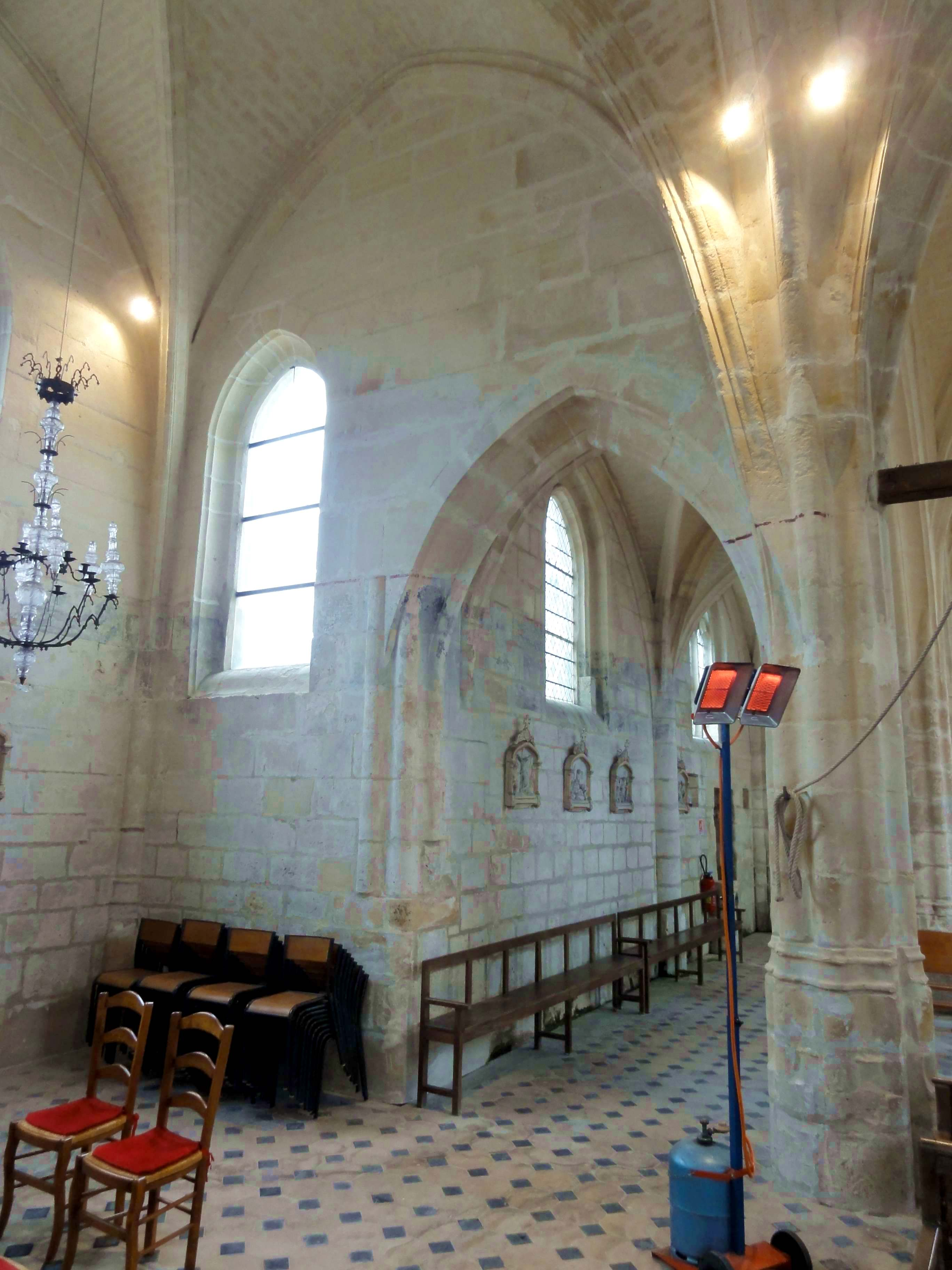
Croisillon sud, vue vers l'ouest.

#### Chœur

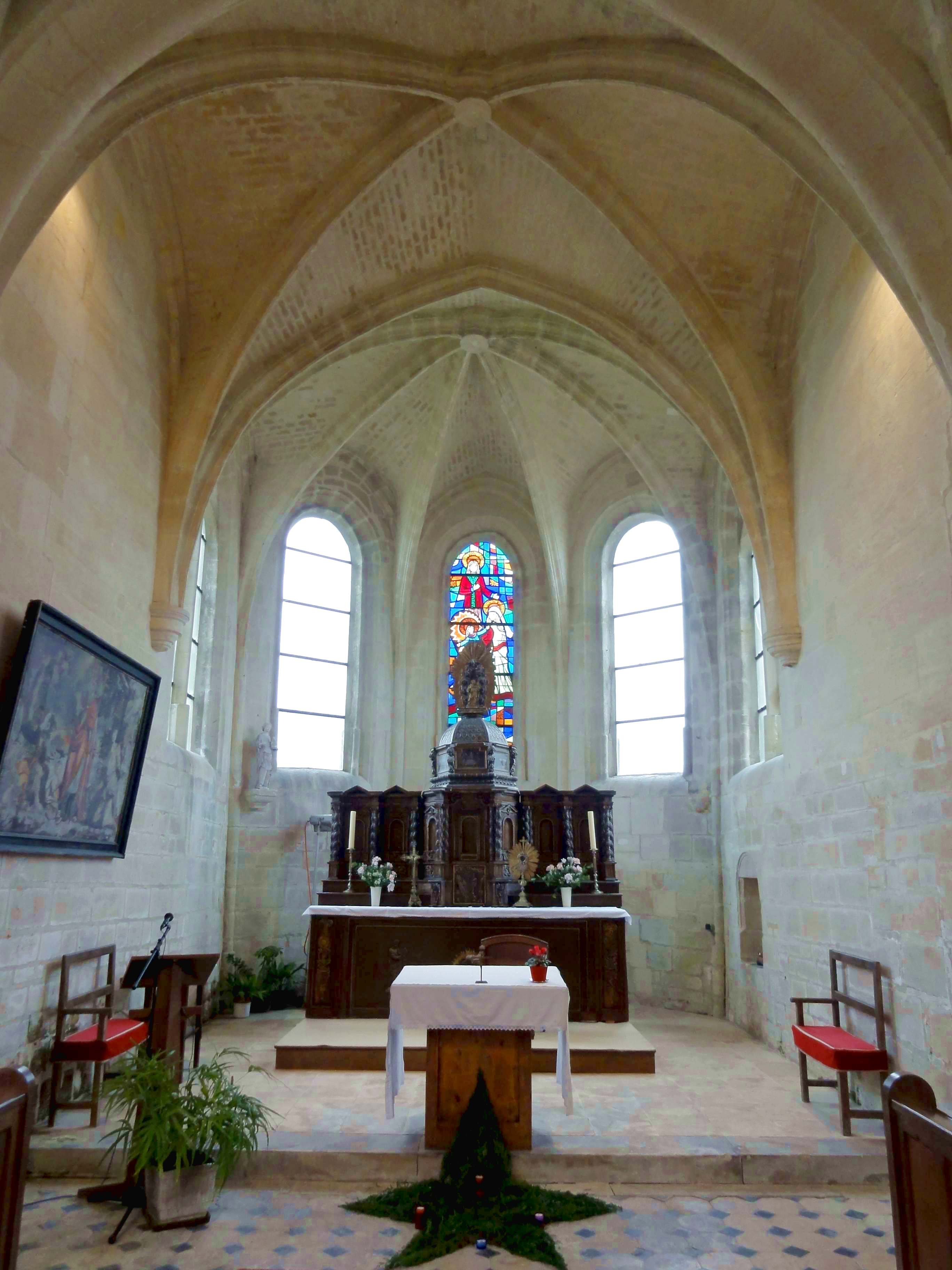
Chœur, vue vers l'est.

Les chœurs sont habituellement les premières parties reconstruites d'une église. Si le chœur est parfois plus jeune que la nef, la raison est souvent que la reconstruction de la nef n'a jamais été menée à terme, comme c'est le cas de la plupart des nefs romanes ou gothiques primitifs de la région qui cohabitent avec un chœur gothique (Montataire, Nogent-sur-Oise, Rully, Trumilly, Villers-Saint-Paul, etc.), ou que les paroissiens ne pouvaient pas rassembler les fonds nécessaires à la construction d'une nouvelle nef. En effet, comme le signale le chanoine Morel dans son étude de l'église voisine de Chevrières, l'usage dans la région veut que la construction et l'entretien de la nef soient à la charge des paroissiens, alors que le transept et le chœur sont à la charge des gros décimateurs. En l'occurrence, la reconstruction s'est faite en commençant par la nef, et de surcroît, le chœur répond à des exigences esthétiques revues à la baisse. À l'instar de Marolles, sa première travée est aveugle, et le doubleau intermédiaire retombe sur des culots moulurés au lieu de piliers engagés. Les clés de voûte ne sont pas décorées, alors qu'elles le sont dans le collatéral. La piscine liturgique au sud de l'abside est d'une simplicité extrême, et seulement entourée d'un tore, qui par ailleurs décrit un arc en plein cintre. Par son plan à pans coupés et le type du voûtement sans différence notable avec la nef, le chœur est encore tout à fait gothique. Ce n'est que l'arc en plein cintre de la piscine et des trois baies du chevet, ainsi que le remplage des fenêtres latérales de l'abside, qui reflètent le changement des paradigmes à l'approche du milieu du XVIe siècle. Le remplage des fenêtres latérales est de type Renaissance, avec deux formes en plein cintre surmontées d'un oculus, que l'on peut interpréter comme un soufflet simplifié. L'arc de ces fenêtres est en revanche brisé. Le chœur réunit donc les influences de deux époques, la période flamboyante, qui s'estompe en principe au milieu du XVIe siècle, et la Renaissance, qui commence une quinzaine d'années plus tôt.

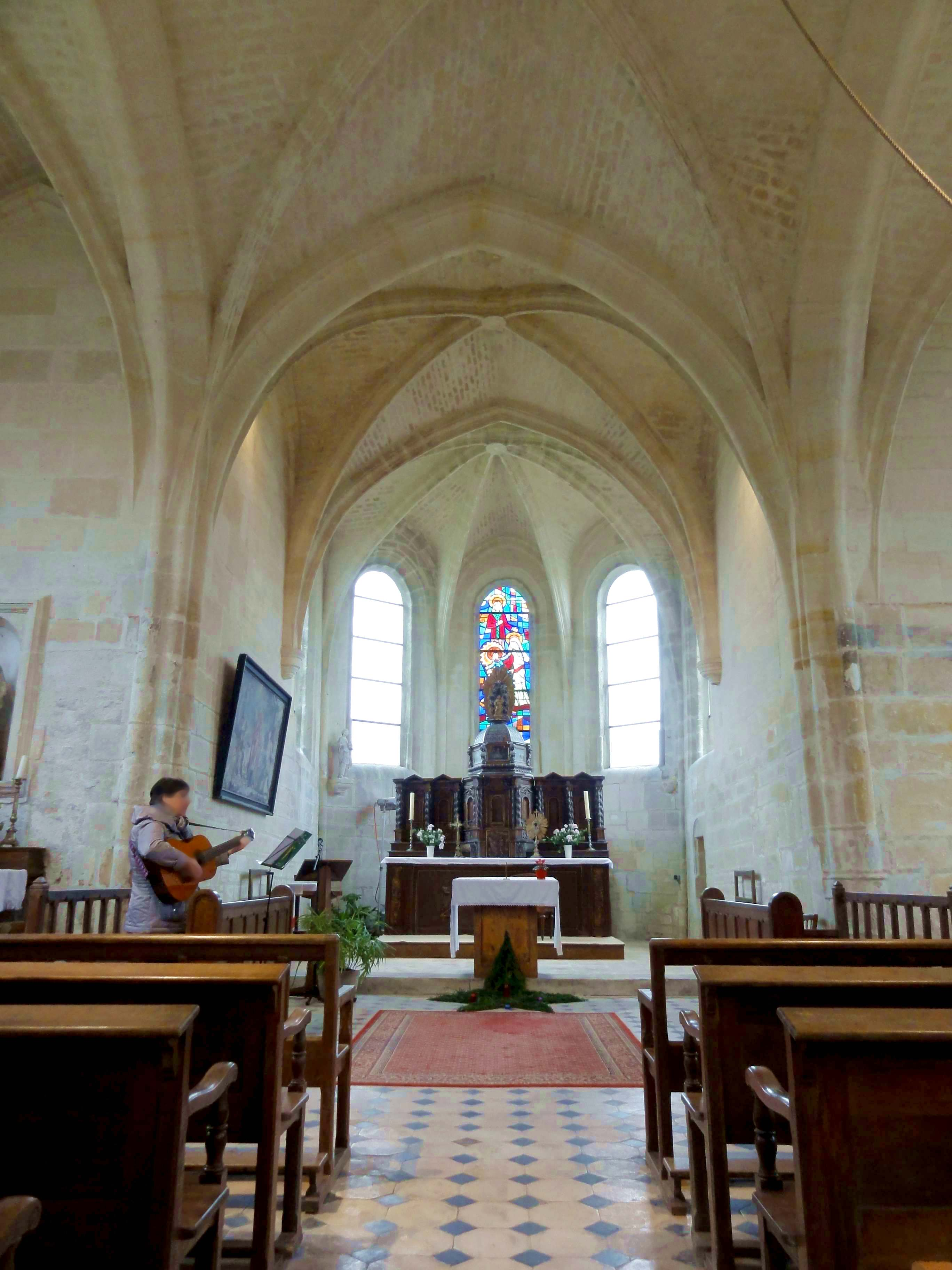
Vue depuis la croisée.
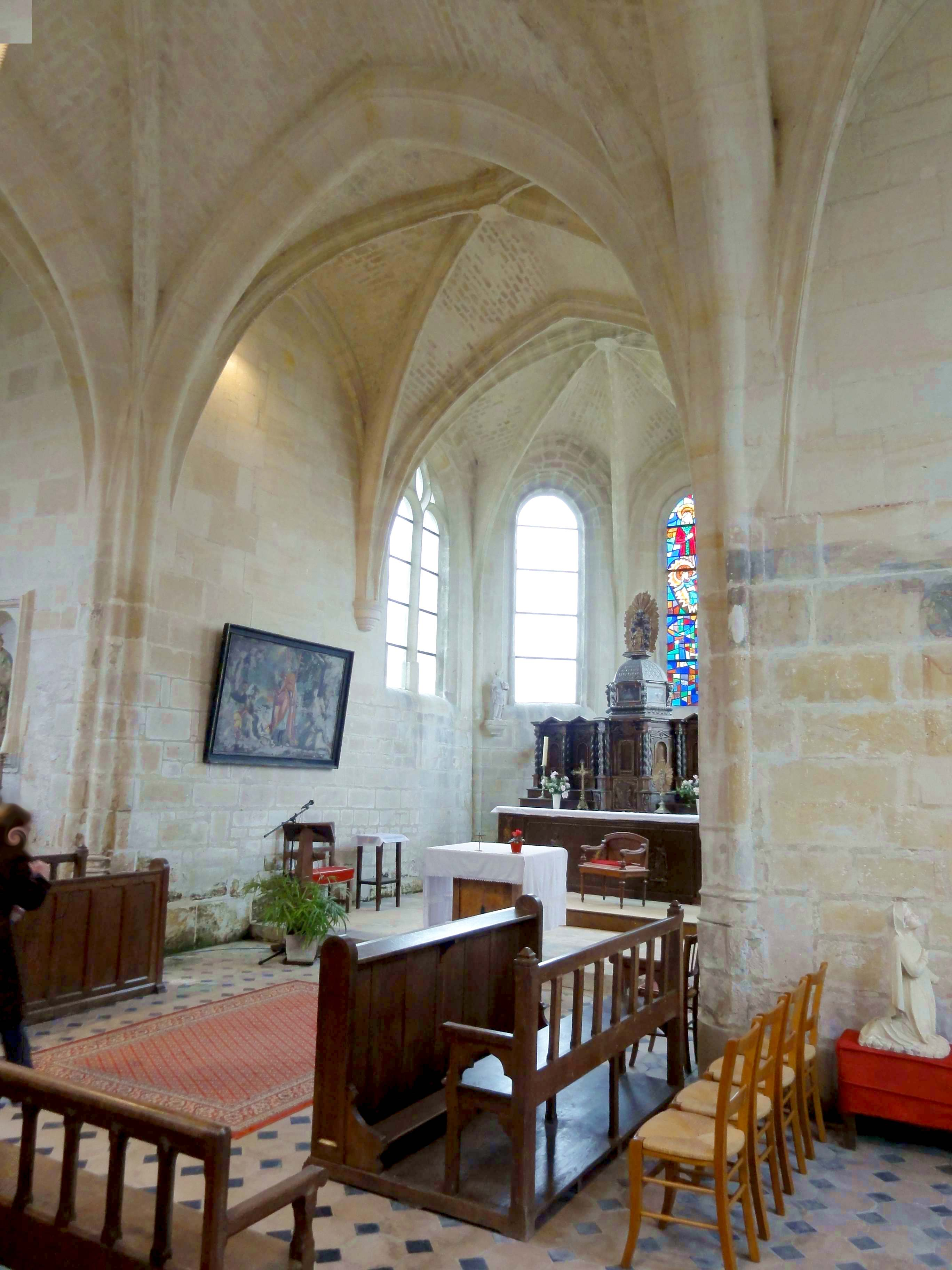
Vue depuis la croisée.
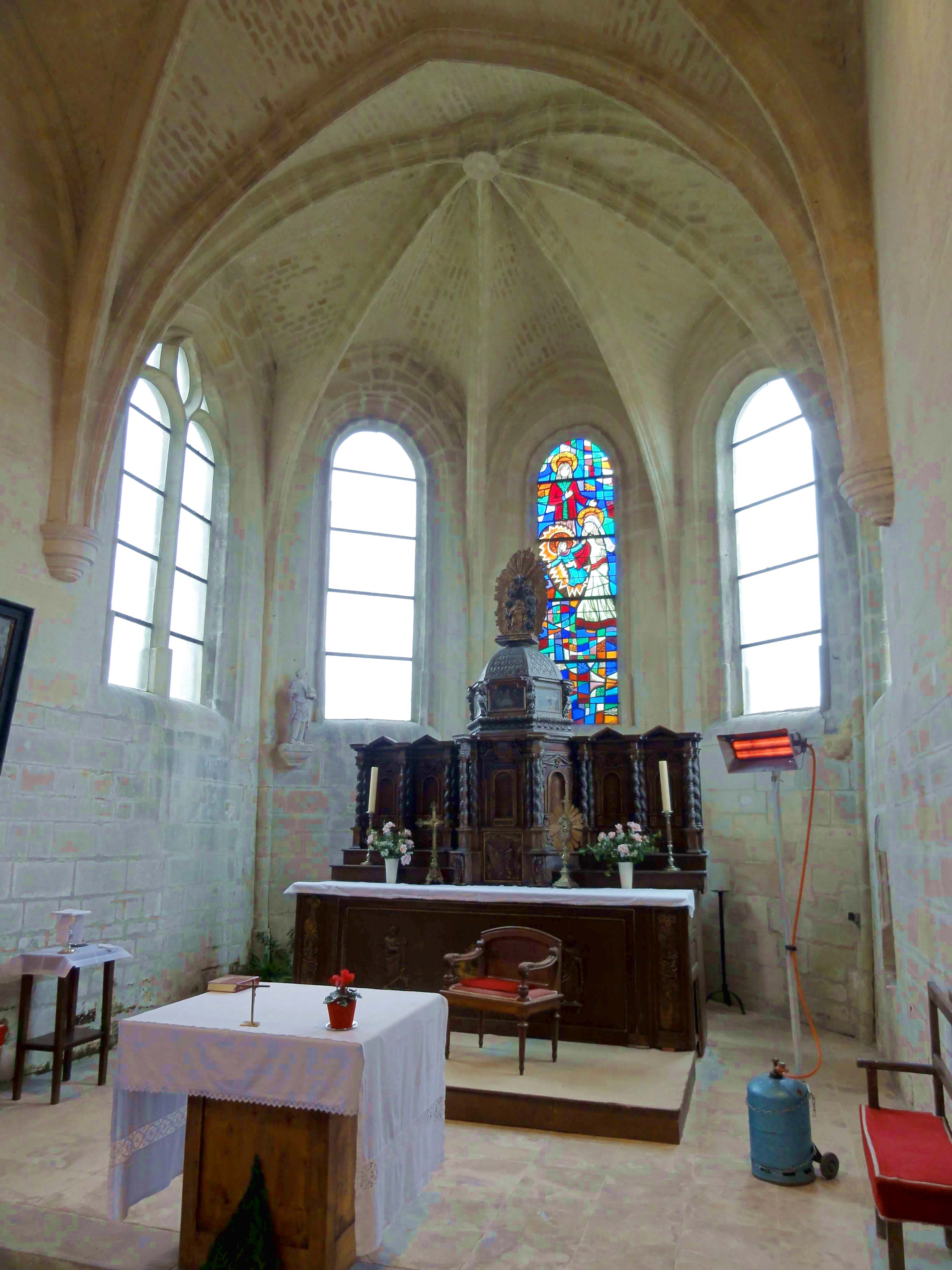
Vue vers le nord-est.
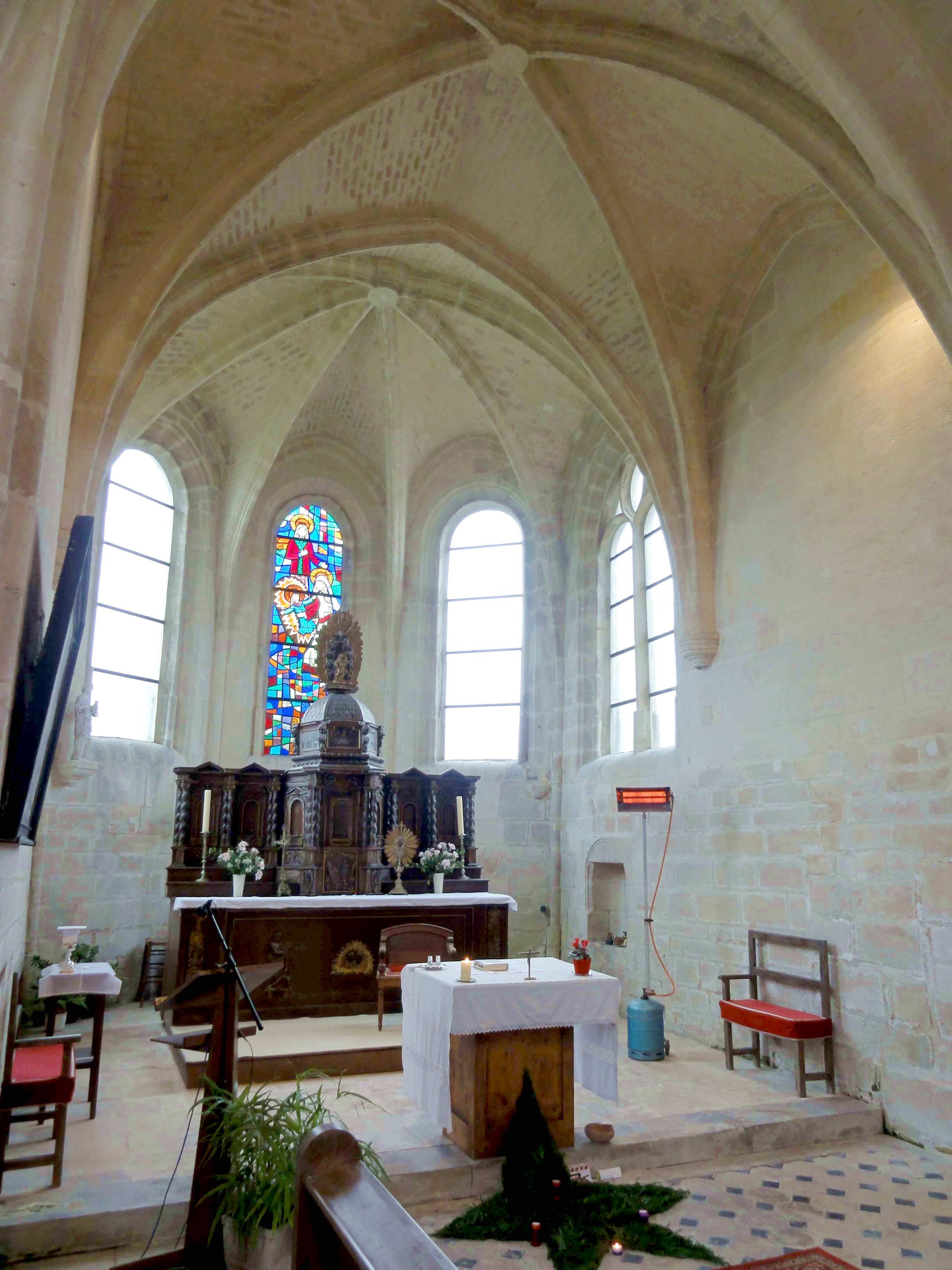
Vue vers le sud-est.
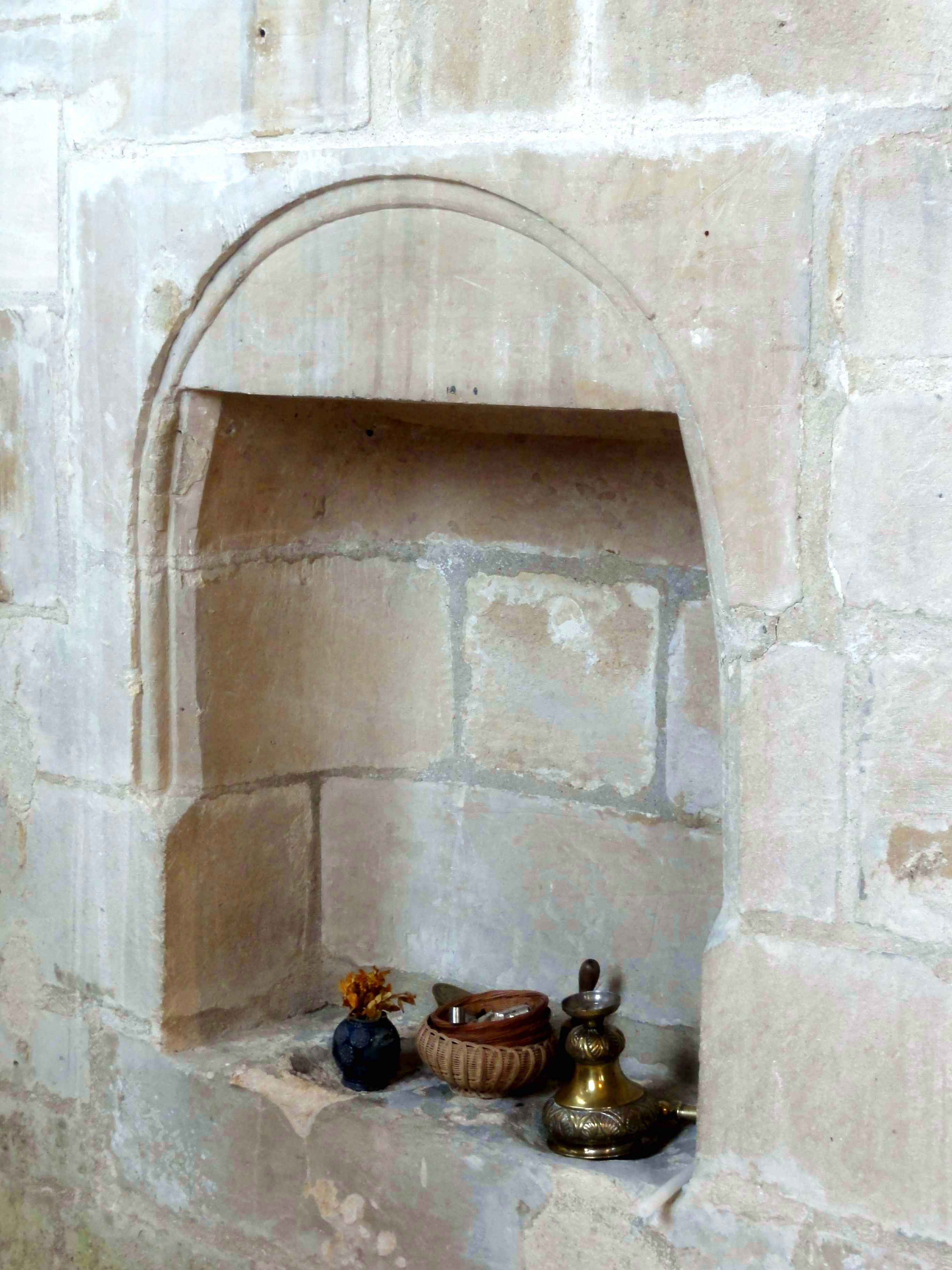
Piscine liturgique.

### Extérieur

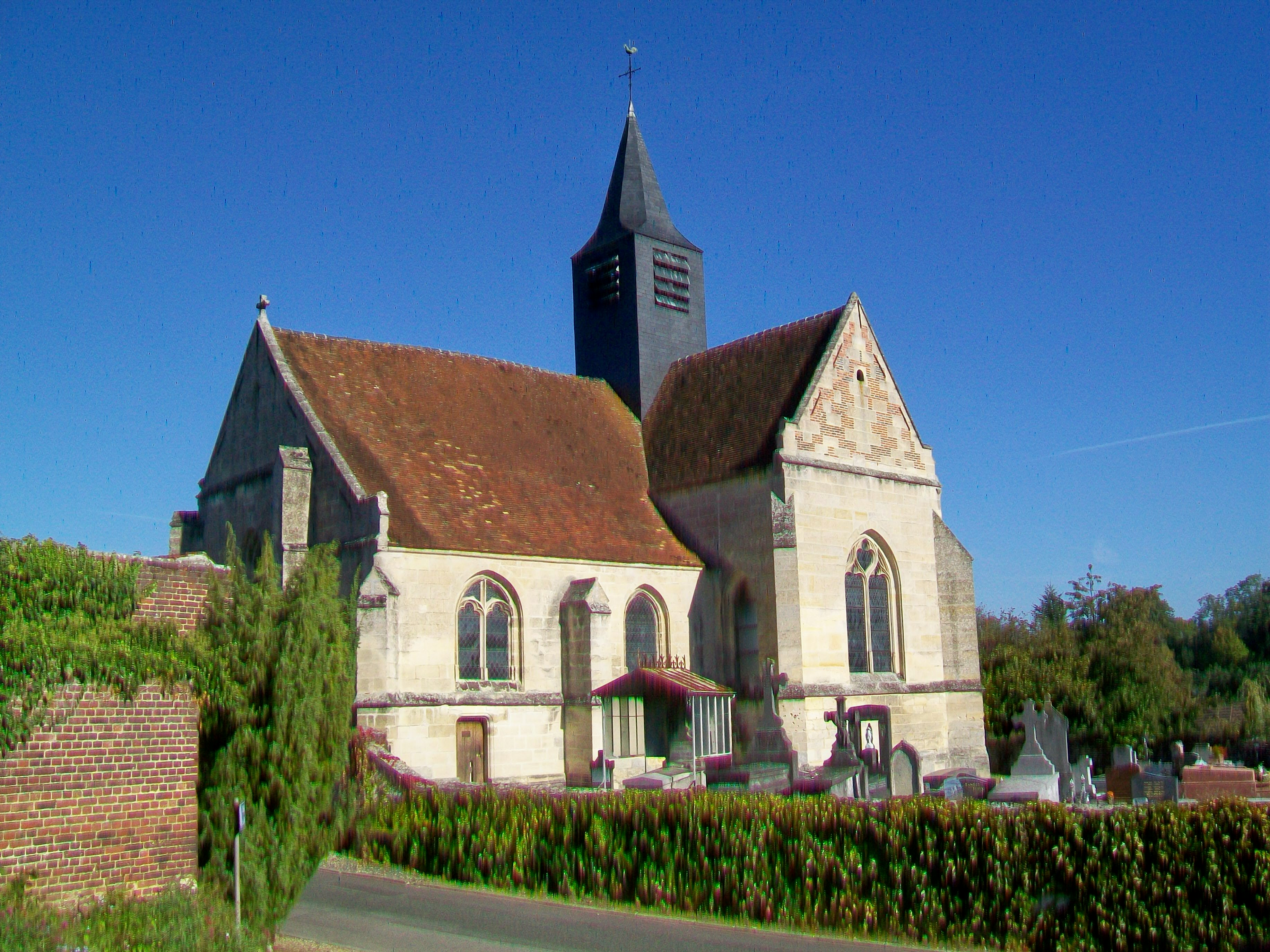
Vue depuis le sud-ouest.

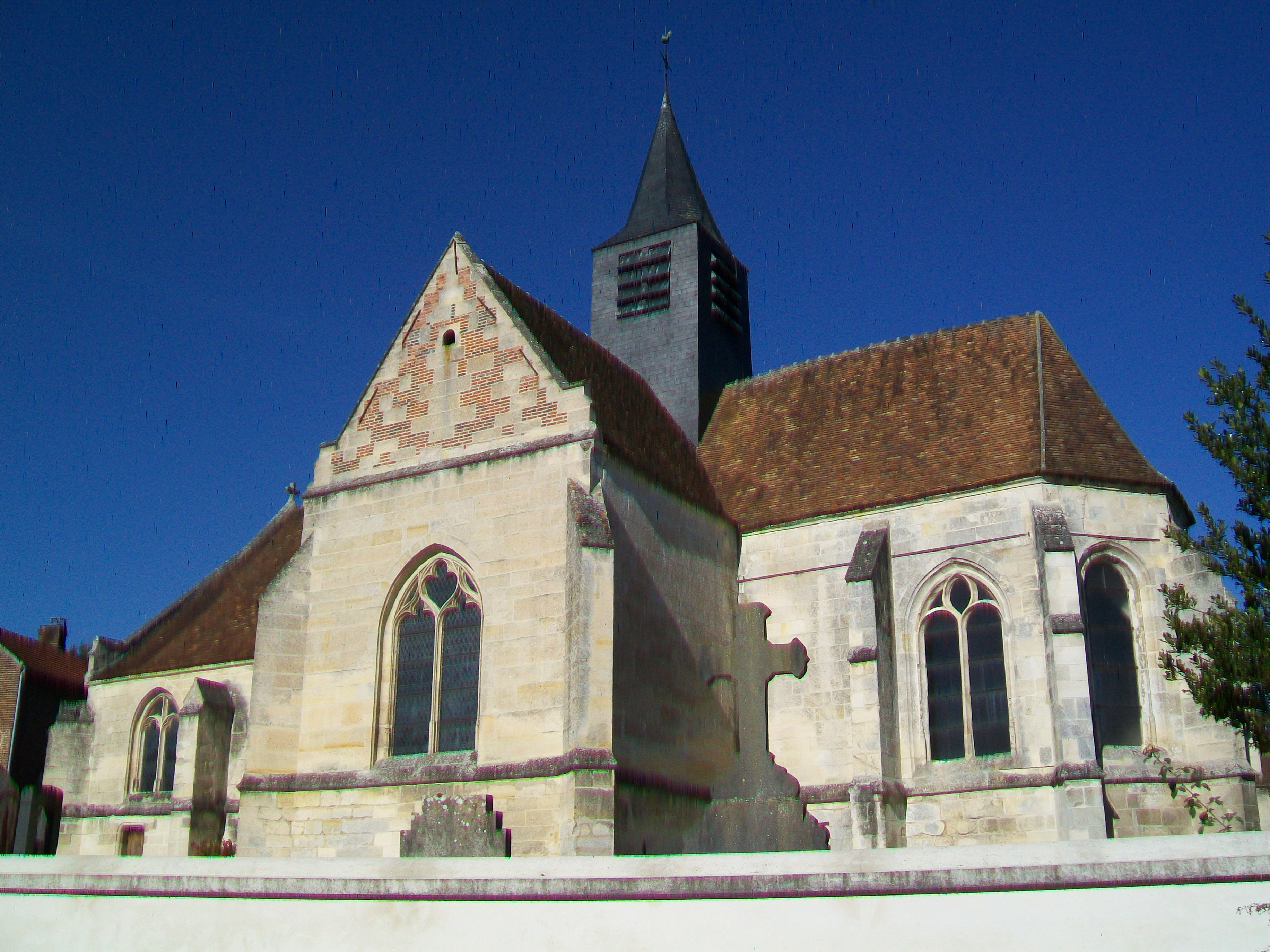
Vue depuis le sud-est.

Selon l'appréciation d'Eugène Müller, l'église Notre-Dame serait un édifice sans caractère. Hormis le portail, elle est effectivement dépourvue d'ornementation à l'extérieur, mais se signale par sa silhouette, son homogénéité relative, qui n'empêche pas une grande variété des remplages des fenêtres, et son bel appareil en pierre de taille. Les pignons présentent une alternance de briques et de pierres de taille, seule fantaisie que se permettent les façades latérales. Au-dessus de la croisée du transept s'élève le petit clocher central en charpente, à la flèche octogonale recouvert d'ardoise. De nombreuses églises flamboyantes dans les environs possèdent des clochers similaires, telles que Chevrières, Jaux, Jonquières, Rivecourt, et même Saint-Antoine de Compiègne, dont le chœur représente un édifice majeur du XVIe siècle dans la région.
Les contreforts aux angles sont plantés de biais, ce qui indique la période gothique, et appartiennent à deux types. À l'ouest et au nord du transept, ils sont couronnés d'un chaperon en bâtière, et au niveau du croisillon sud et de l'abside, ils s'amortissent par un glacis. Les contreforts de la façade et de l'abside présentent en outre une retraite par un glacis formant larmier. Une scansion horizontale est apportée par un larmier qui fait le tour de l'église à la limite des allèges. En outre, une discrète plinthe moulurée masque la retraite par un fruit après les premières assises. Ces deux éléments structurants ne font pas apparaître de rupture stylistique ou de niveau entre les différentes parties de l'église. Dans l'angle entre croisillon sud et chœur, quelques traces indiquent qu'une sacristie occupait jadis cet emplacement.
La façade occidentale de style Renaissance est subdivisée en deux parties par le contrefort à la limite entre nef et collatéral, qui est curieusement planté de biais. La partie de la façade correspondant à la nef est dominée par un pignon tout à fait nu, dont le rampant du côté droite est commun au demi-pignon du collatéral. Des larmiers marquent le début du pignon et du demi-pignon. Sinon, la partie de la façade correspondant au collatéral est nu, et dépourvue d'ouvertures. Il n'y a que le portail qui attire l'attention. La porte rectangulaire, à double vantail, est entourée de moulures prismatiques, et flanquée de pilastres seulement esquissés par des moulures. Ils étaient jadis couronnés de têtes de chérubins munies de deux ailes, qui ont vraisemblablement été bûchées à la Révolution française. Au-dessus, un bandeau au profil complexe scande toute la façade de la nef. Une fenêtre en arc brisé (et non en plein cintre, contrairement à ce qu'affirment Bonnet-Laborderie et Callais) prend appui sur ce bandeau. Elle est entourée d'une large gorge et de multiples moulures, et cantonnée de deux niches à statues. Leurs dais sont formés par des coquilles Saint-Jacques. Du couronnement, ne restent plus que des vestiges, mais on reconnaît encore deux petits clochetons plaqués et des volutes en S de facture baroque, qui encadrent une sorte de niche ou temple (tempietto) miniaturisé.

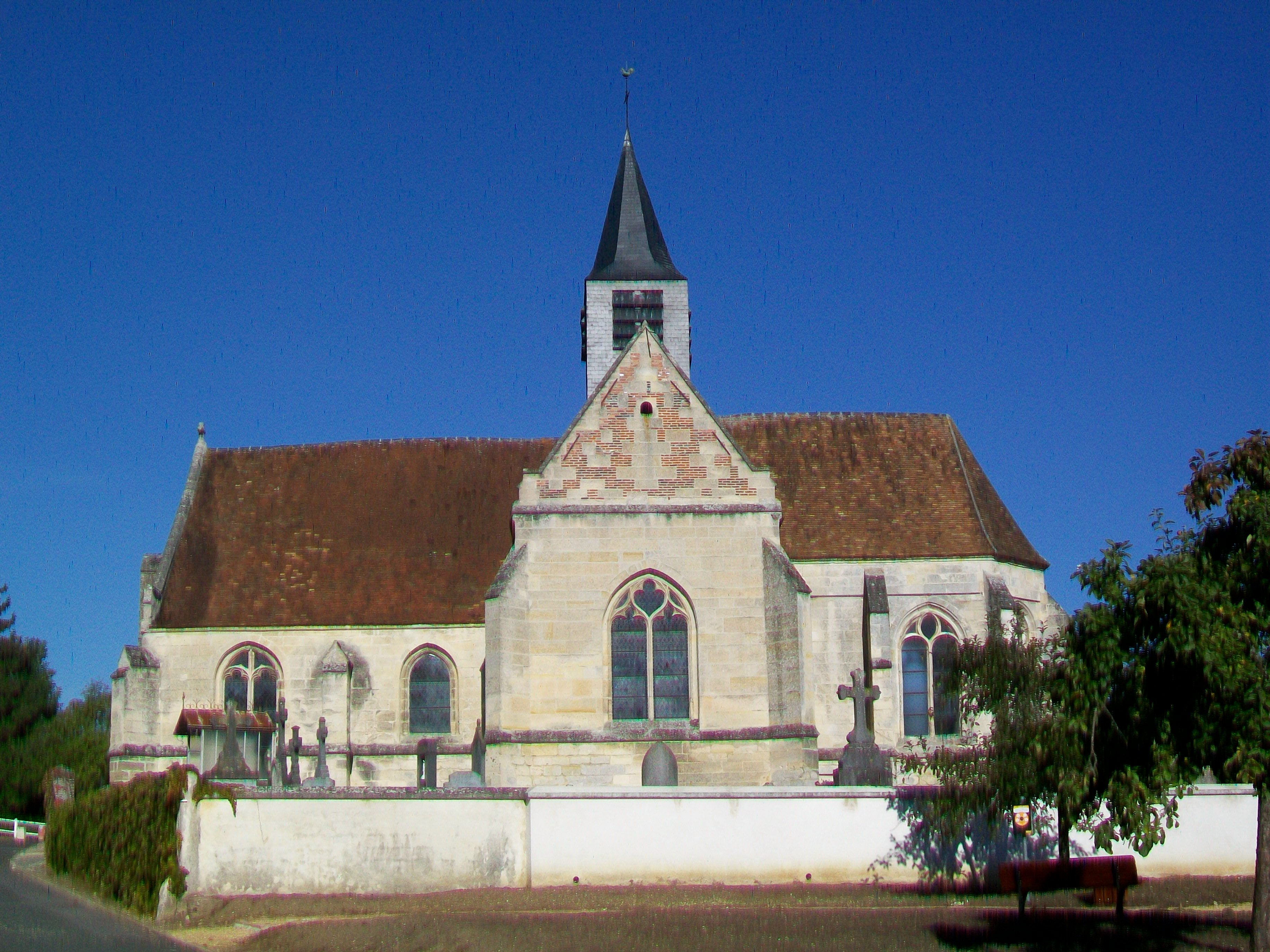
Vue depuis le sud.
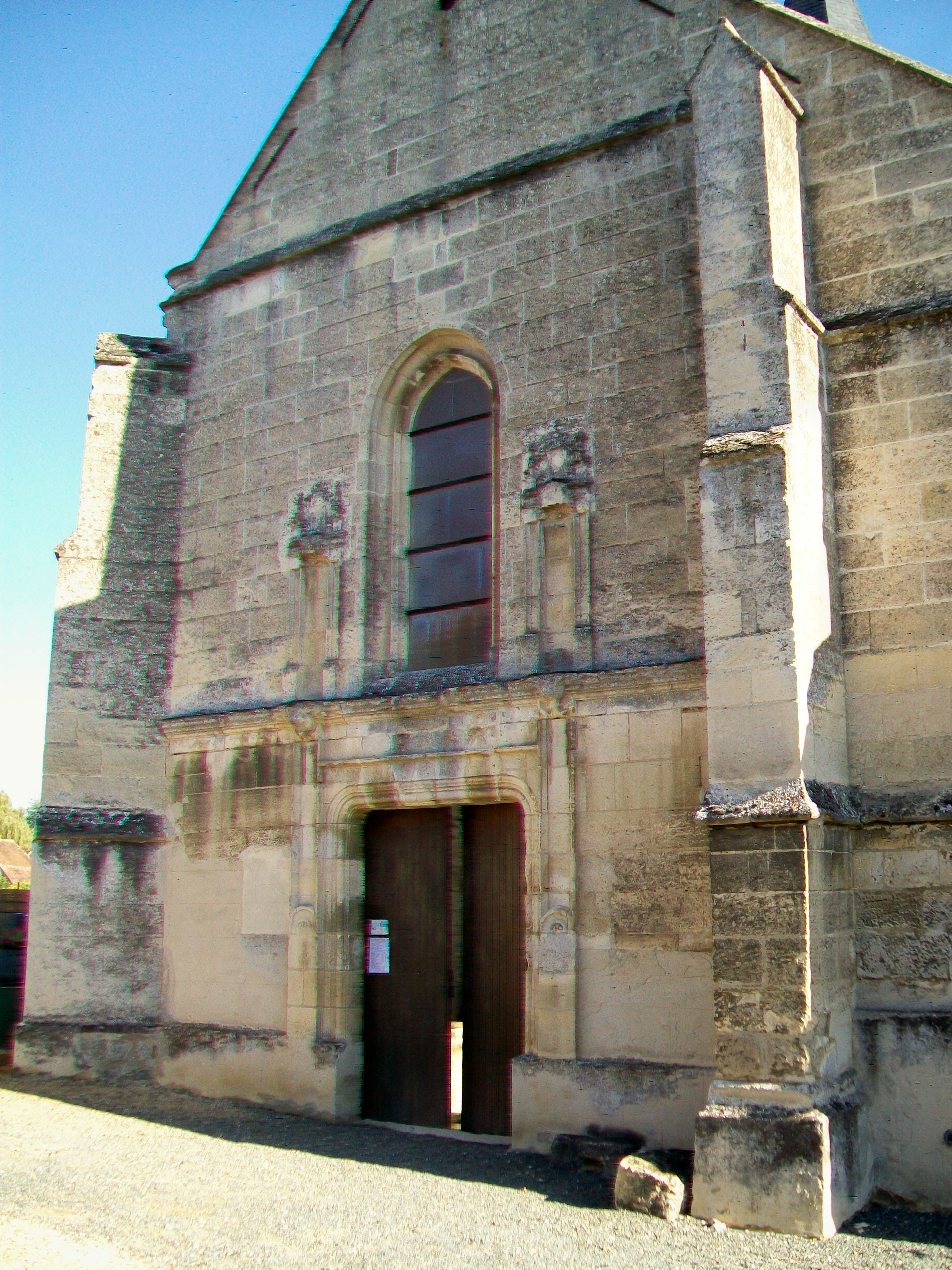
Façade occidentale.
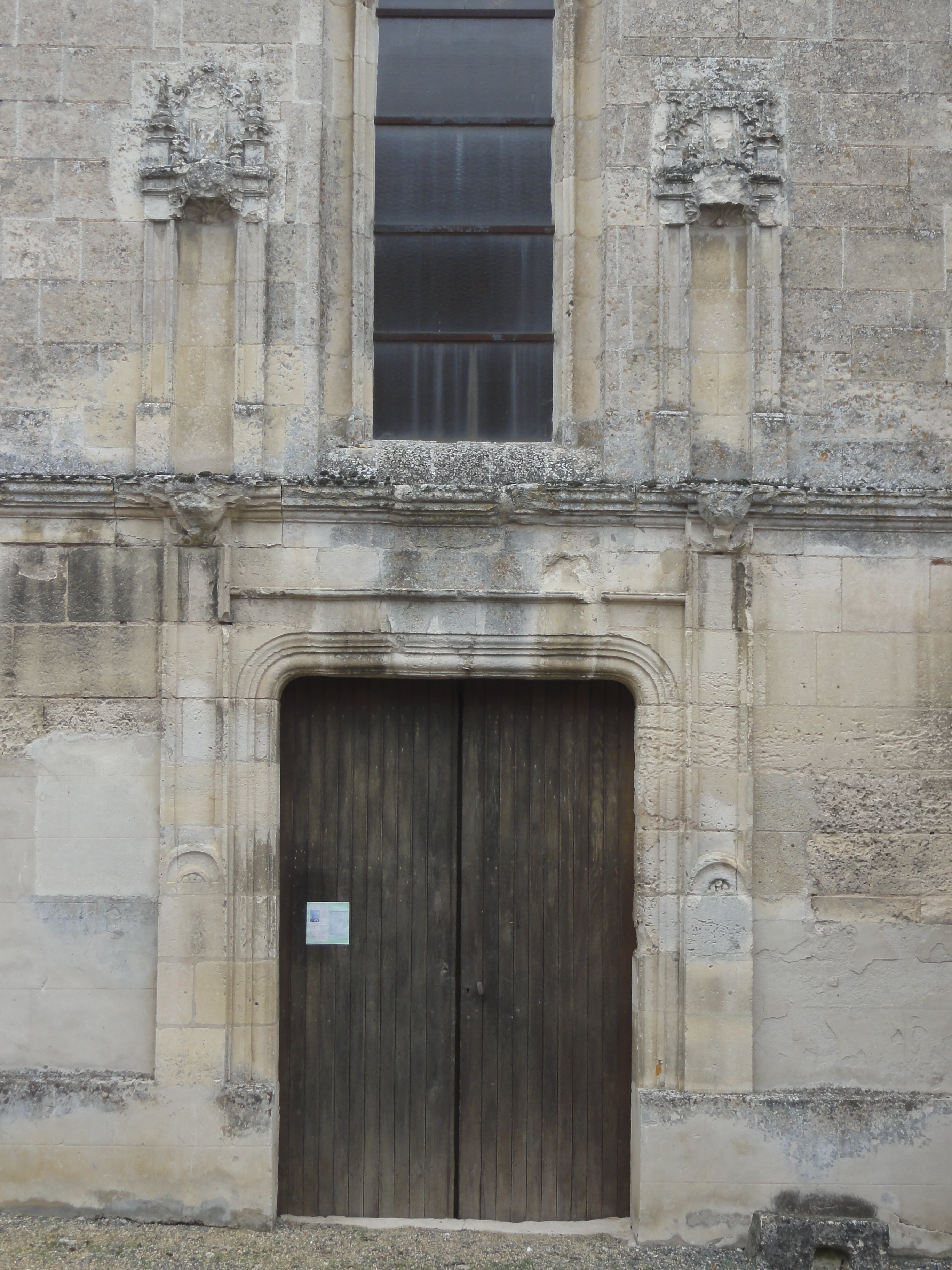
Portail occidental.
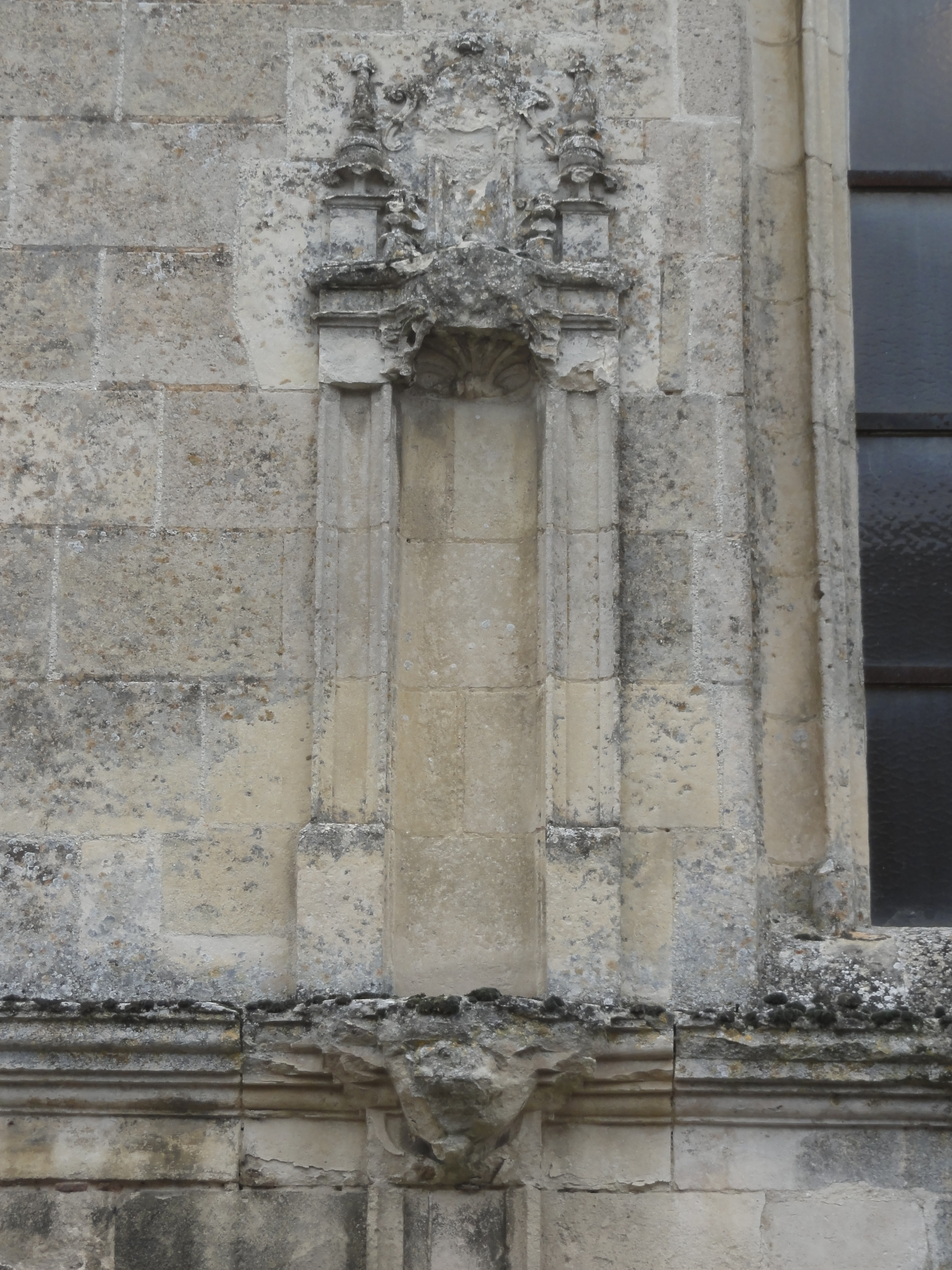
Niche à statue.
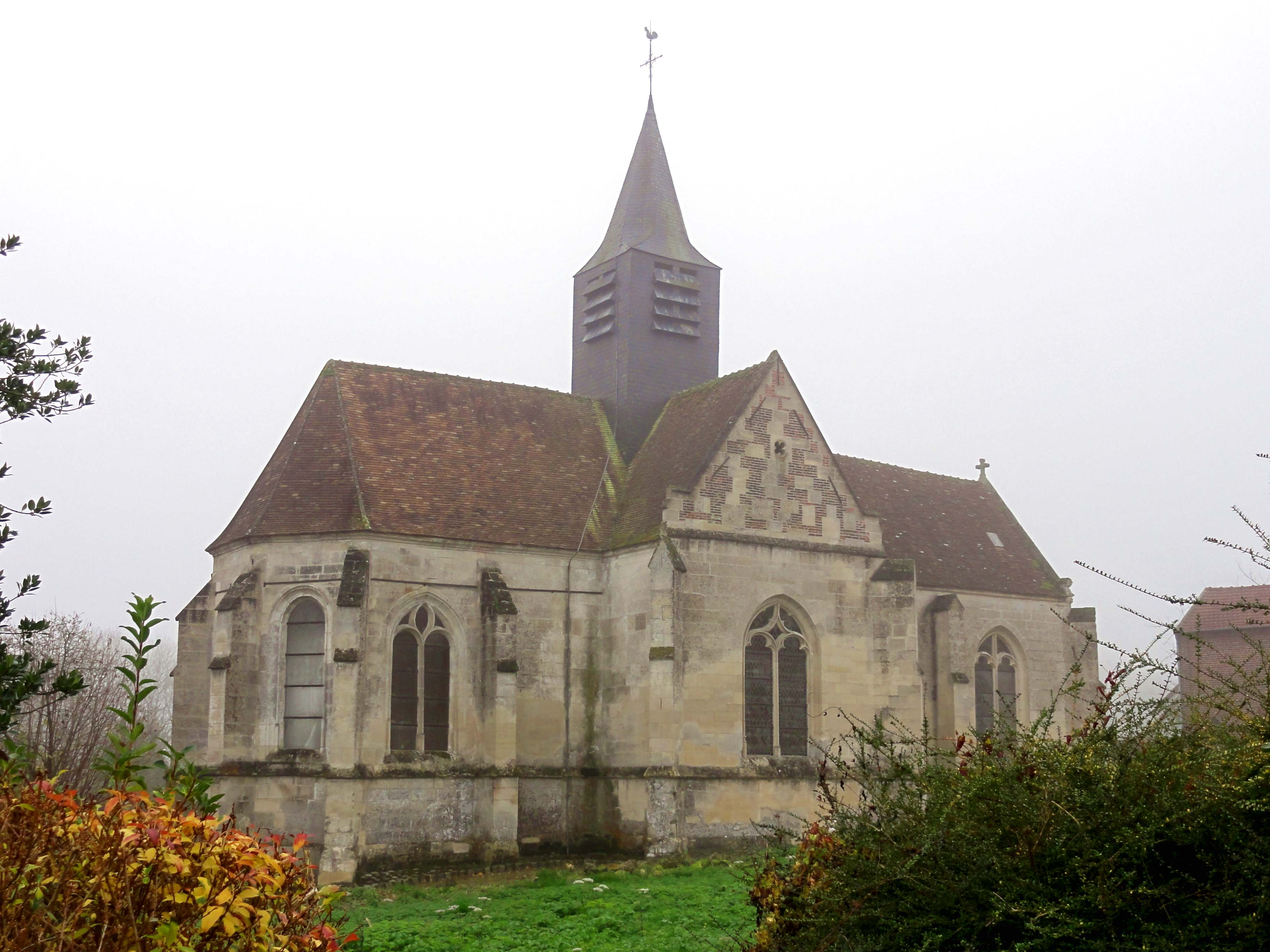
Vue depuis le nord.

## Mobilier

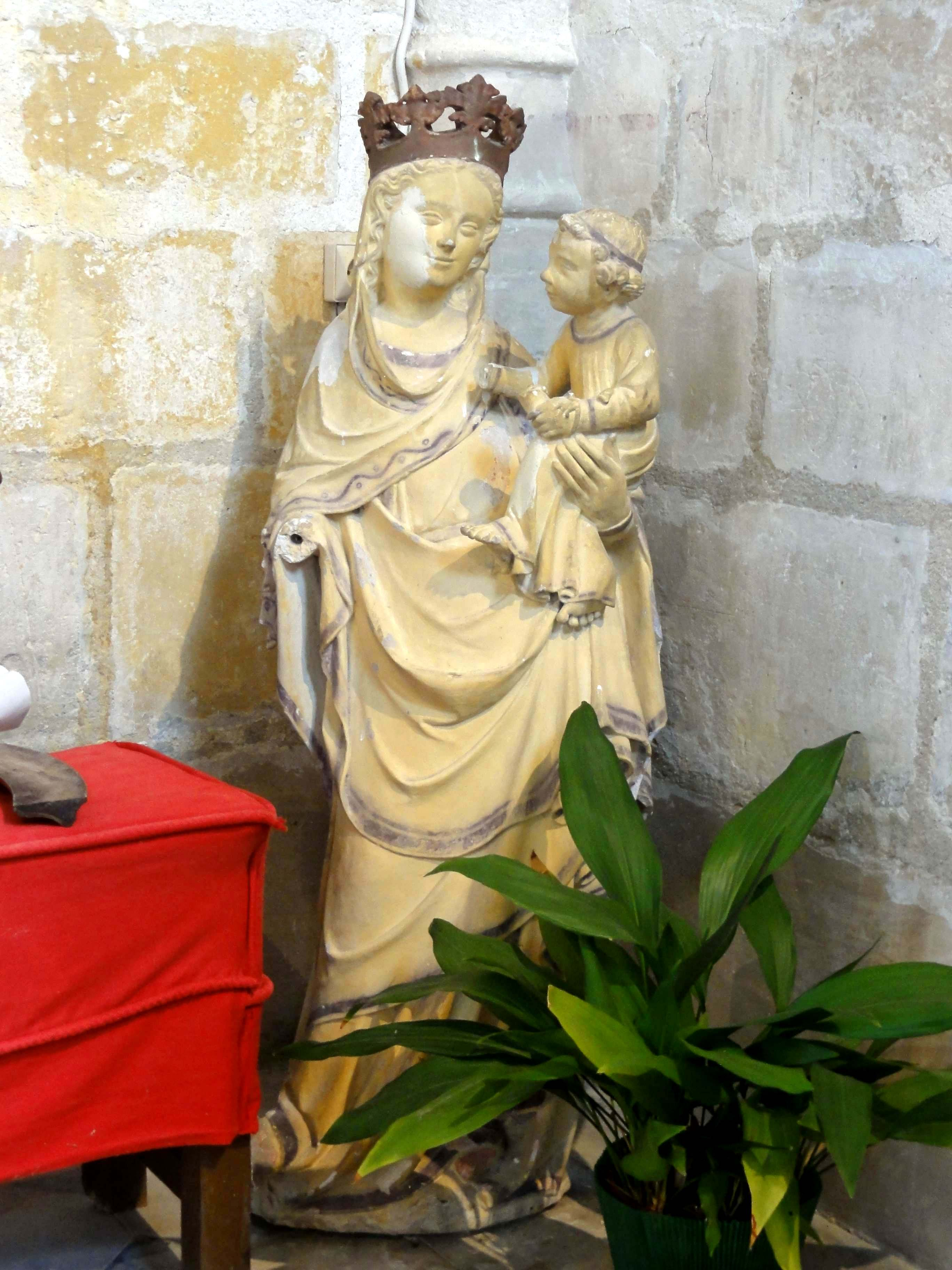
Vierge à l'Enfant du XIVe siècle.

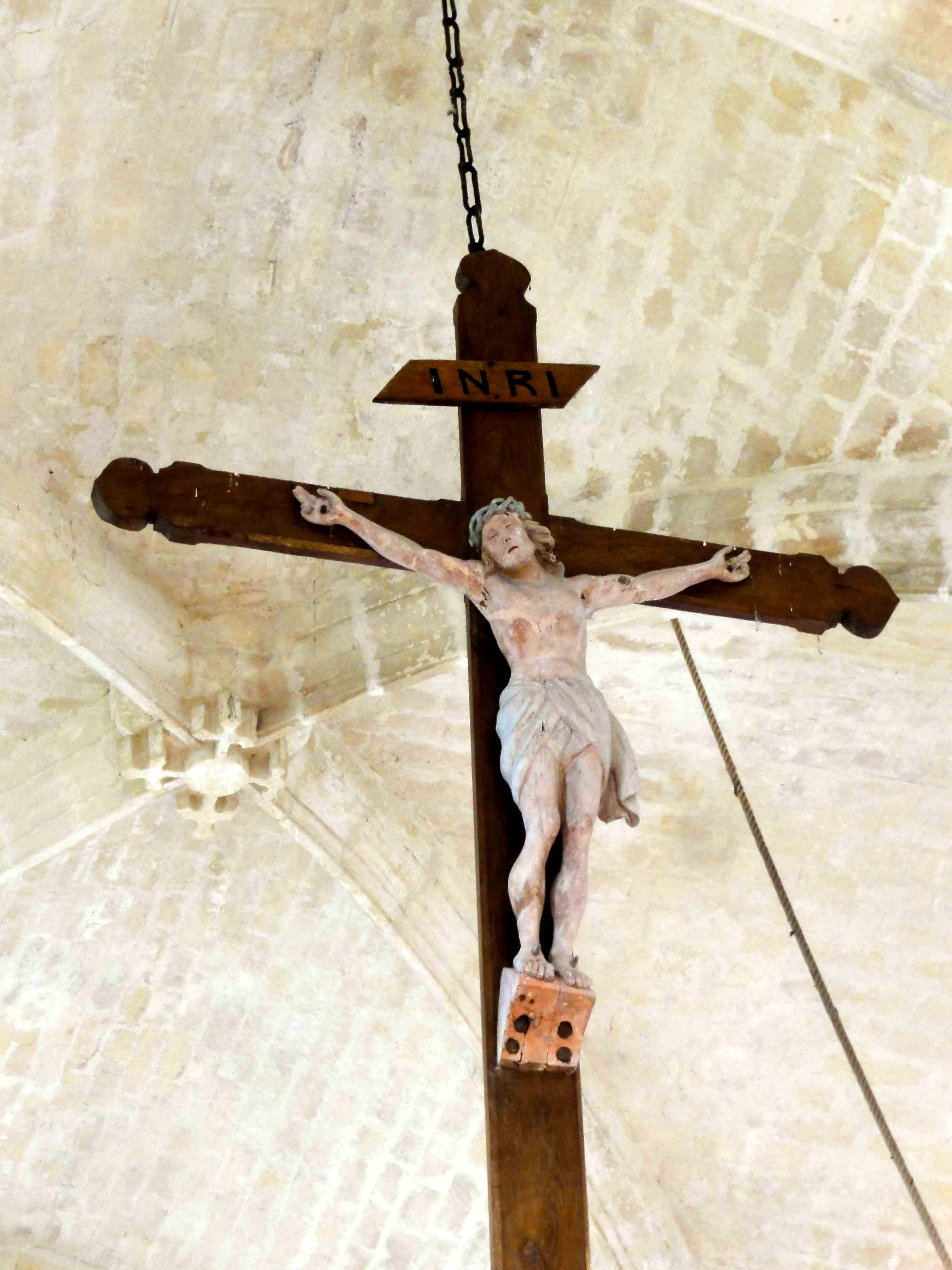
Christ en croix.

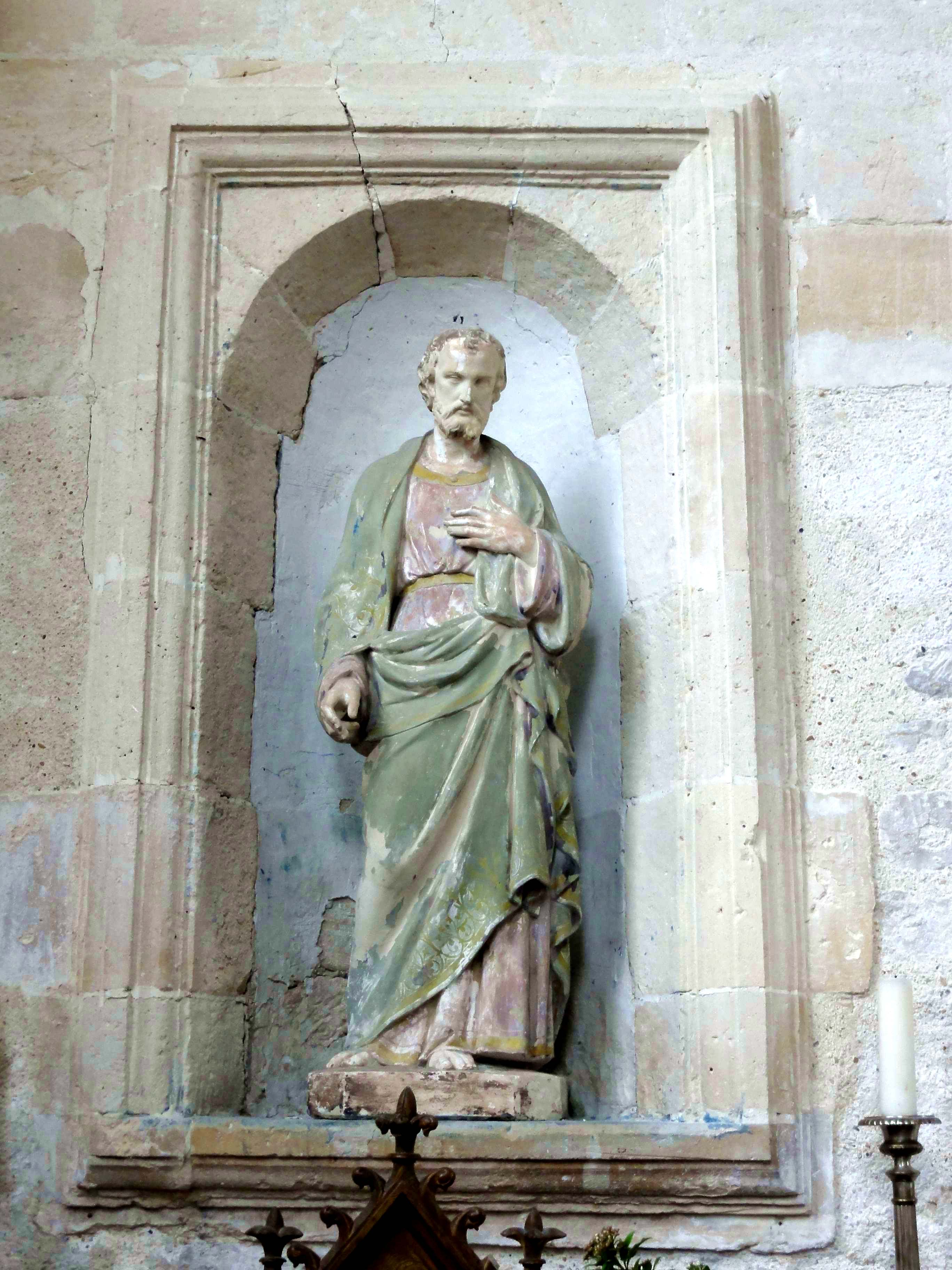
Saint Joseph.

L'église Notre-Dame renferme un unique élément de mobilier classé monument historique au titre objet. Il s'agit d'une statue de la Vierge à l'Enfant en pierre calcaire du second quart XIVe siècle. La mère se tient debout, déhanchée. Elle est couronnée, habillée d'une longue robe et d'un manteau formant voile, et porte son enfant sur son bras gauche. Le petit Jésus regarde sa mère, et a la chevelure ceinte d'un bandeau. Cette sculpture est classée par arrêté du 25 janvier 1913, mais elle a néanmoins été reléguée dans un coin de la chapelle de la Vierge, et n'a pas été restaurée. Elle est badigeonnée, la main droite manque, et l'intérieur du bras paraît creux, ce qui donne à penser qu'il s'agit d'une statue en terre cuite du XIXe siècle.
Une autre statue de la Vierge à l'Enfant occupe la place d'honneur dans la niche au milieu du retable de la Vierge, au chevet du croisillon sud. Cette statue n'est pas datée, pas plus que celle de saint Joseph au chevet du croisillon nord, et celle d'une orante placée à même le sol au croisillon sud. Elles ne sont toutefois pas mentionnées parmi le mobilier ancien de l'église par Bonnet-Laborderie et Callais, et devraient être postérieures à la Révolution. Le croisillon nord, aujourd'hui chapelle Saint-Joseph, abritait jadis une grotte de Notre-Dame de Lourdes (mentionnée par Coët en 1883). Il n'en reste aucune trace.
En plus de la Vierge du XIVe siècle, deux autres statues sont d'un intérêt historique certain. La première est le saint Jean-Baptiste en pierre polychrome au nord de l'abside, qui représente le précurseur imberbe et sous une allure juvénile. Contrairement à l'usage, il n'est pas représenté dans un manteau grossier en peau de mouton, mais revêtu d'une toge. Enfin, il ne désigne pas non plus l'agneu de Dieu, mais porte un livre sur sa main gauche, sur lequel l'agneau est placé. Le livre devrait être l'Évangile selon Jean, et avec la jeunesse du saint, il indique que le sculpteur est victime d'une confusion avec saint Jean Apôtre, qui est probablement aussi l'Évangélistes. Cette confusion n'est pas un cas isolé, et d'autres exemples se trouvent, par exemple, au musée de l'Archerie et du Valois de Crépy-en-Valois (provenant d'une église détruite de cette ville), et dans les églises de Guiry-en-Vexin et Vétheuil, où toutefois l'apôtre est barbu. Bonnet-Laborderie et Callais disent que cette statue date du XIVe siècle. Les auteurs ne datent pas le Christ en croix en bois, qui est suspendu sous le doubleau reliant la nef à la croisée du transept, et qui seul subsiste d'une poutre de gloire. L'église Saint-Pierre de Jaux est l'église la plus proche où l'on peut toujours admirer une poutre de gloire intacte.
Toujours sur le plan de la sculpture, l'église possède deux retables baroques du XVIIe siècle, qui sont d'une facture tout à fait différente. Surtout le retable en bois provenant de l'abbaye de Royallieu, sur l'actuelle commune de Compiègne, est remarquable. Il s'agit en fait de deux ailes qui flanquent le tabernacle, qui fait partie de l'ensemble, et est surmonté d'un dôme couronné d'une gloire. Comme particularité, ce n'est pas un symbole de la Sainte Trinité qui figure au centre, mais la Vierge Marie, qui par hasard est aussi la sainte patronne de l'église Notre-Dame d'Armancourt. Le dôme repose sur un socle hexagonal, où des cariatides flanquent des miniatures peintes à l'huile, dont celle sur la face frontale représente les disciples d'Emmaüs. Le décor du tabernacle et des deux ailes est architecturée, et comporte une enfilade de sept niches qui devaient primitivement abriter des statuettes. Eugène Müller les a encore vu en 1904. Chaque niche est cantonnée de colonnettes torsadées ornées de pampres, et surmontée de deux ailerons ou d'un fronton, puis d'une section d'entablement avec corniche à denticules et un autre fronton. Les stylobates sont également richement décorés, et des angelots figurent sur les rampants du fronton du tabernacle. L'autre retable baroque est celui qui sert de cadre à la niche à statue au chevet du croisillon sud. Il a sans doute été conçu pour un tableau, car la niche est ménagée dans le mur et n'entretient aucun rapport avec le retable. Non mentionné par Bonnet-Laborderie et Callais, c'est toutefois une œuvre d'un grand raffinement, notamment pour les pilastres sculptés de chutes de fleurs. Malheureusement, le fronton est rapporté, et a perdu ses éléments de couronnement. Le tabernacle semble aussi être placé en dehors de son contexte.
Les panneaux de vitrail du XVIe siècle « où représentation d'archers intéressante », observés par Eugène Müller autour de 1900, ne subsistent plus. Le tympan de la baie septentrionale du croisillon nord comporte encore quatre derniers fragments de vitraux du XVIe siècle : il s'agit d'un évêque bénissant dans le losange ; d'une religieuse angenouillée dans le soufflet de droite, peut-être une figure de donatrice ; d'un angelot dansant dans le soufflet de gauche ; ainsi que de plusieurs débris de décors héraldiques dans le même compartiment. — Sur le plan de la peinture, il reste à signaler le grand tableau peint à l'huile sur toile, qui est accroché au nord du chœur, et daté de la fin du XVIIIe siècle par Bonnet-Laborderie et Callais. Il est de facture naïve, et représente, dans un cadre paysager, saint Roch, assis sur un rocher, sans son fidèle chien ; saint Claude en tenue épiscopale, la main bénissante ; et le martyre de saint Sébastien. Comme le renseigne la légende, le tableau est un « don de la restauration par Mr Joseph Carluy ». — L'unique cloche a été fondue en 1788.

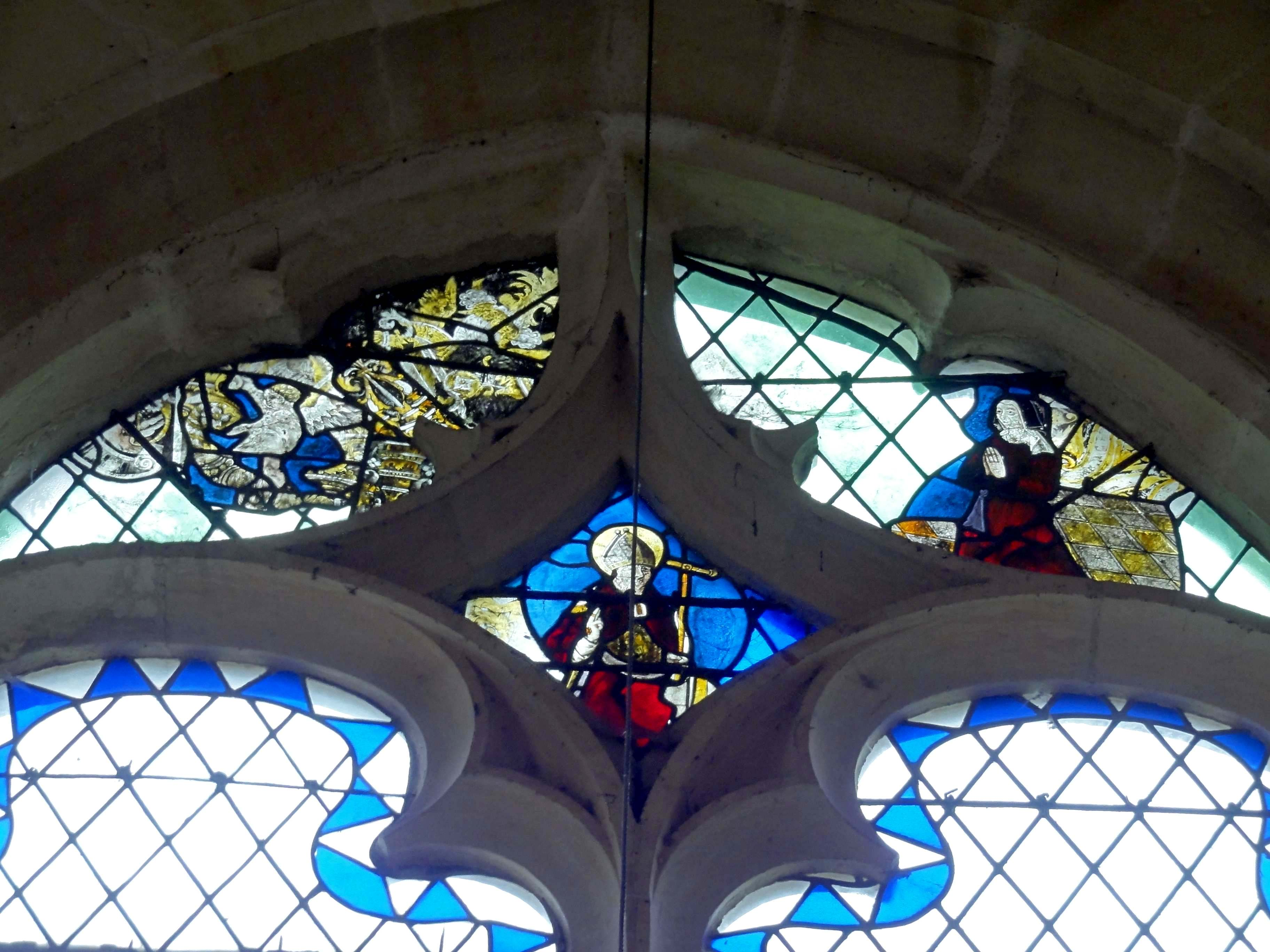
Fragments de vitraux.
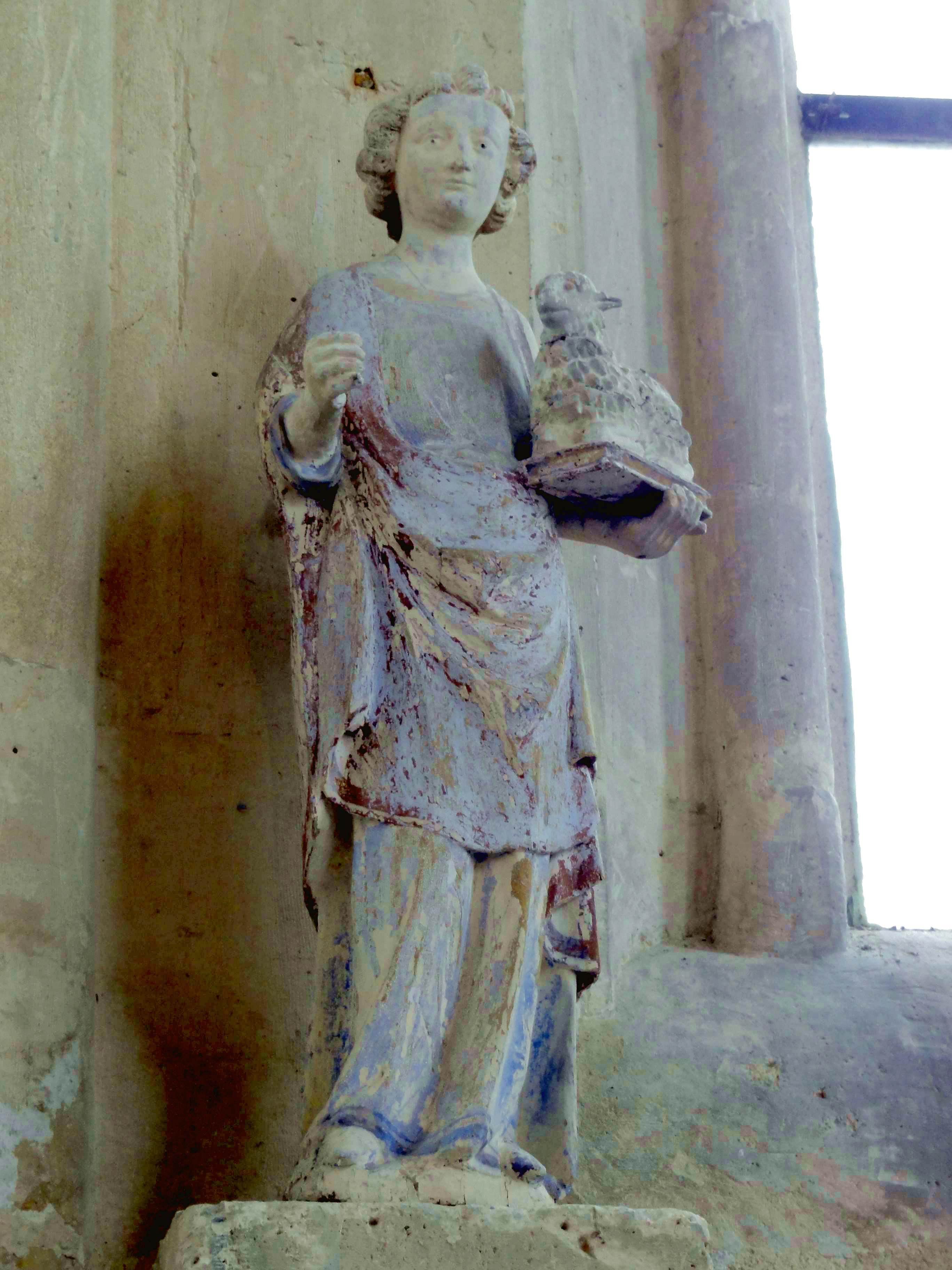
Saint Jean-Baptiste.
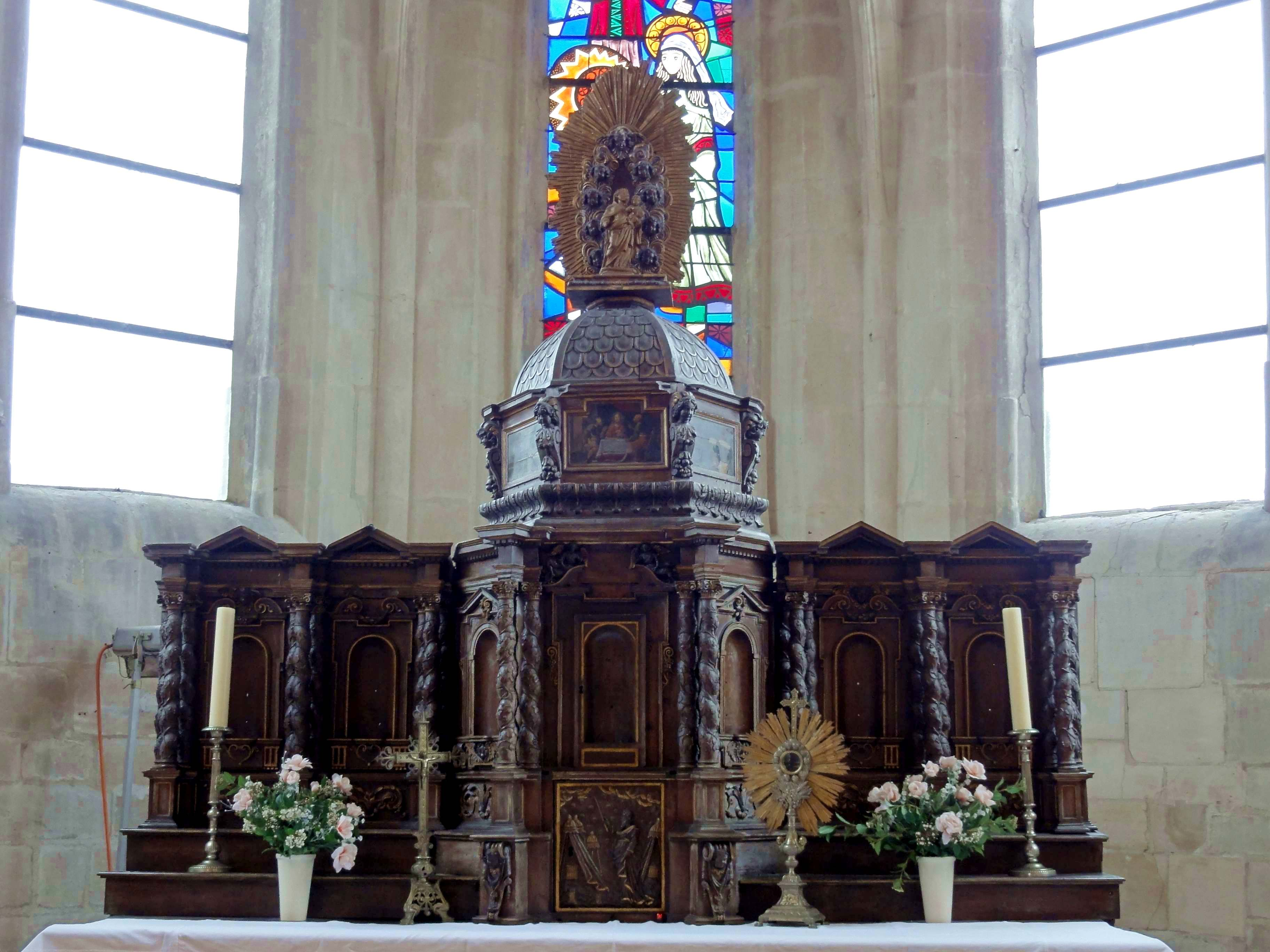
Retable du maître-autel.
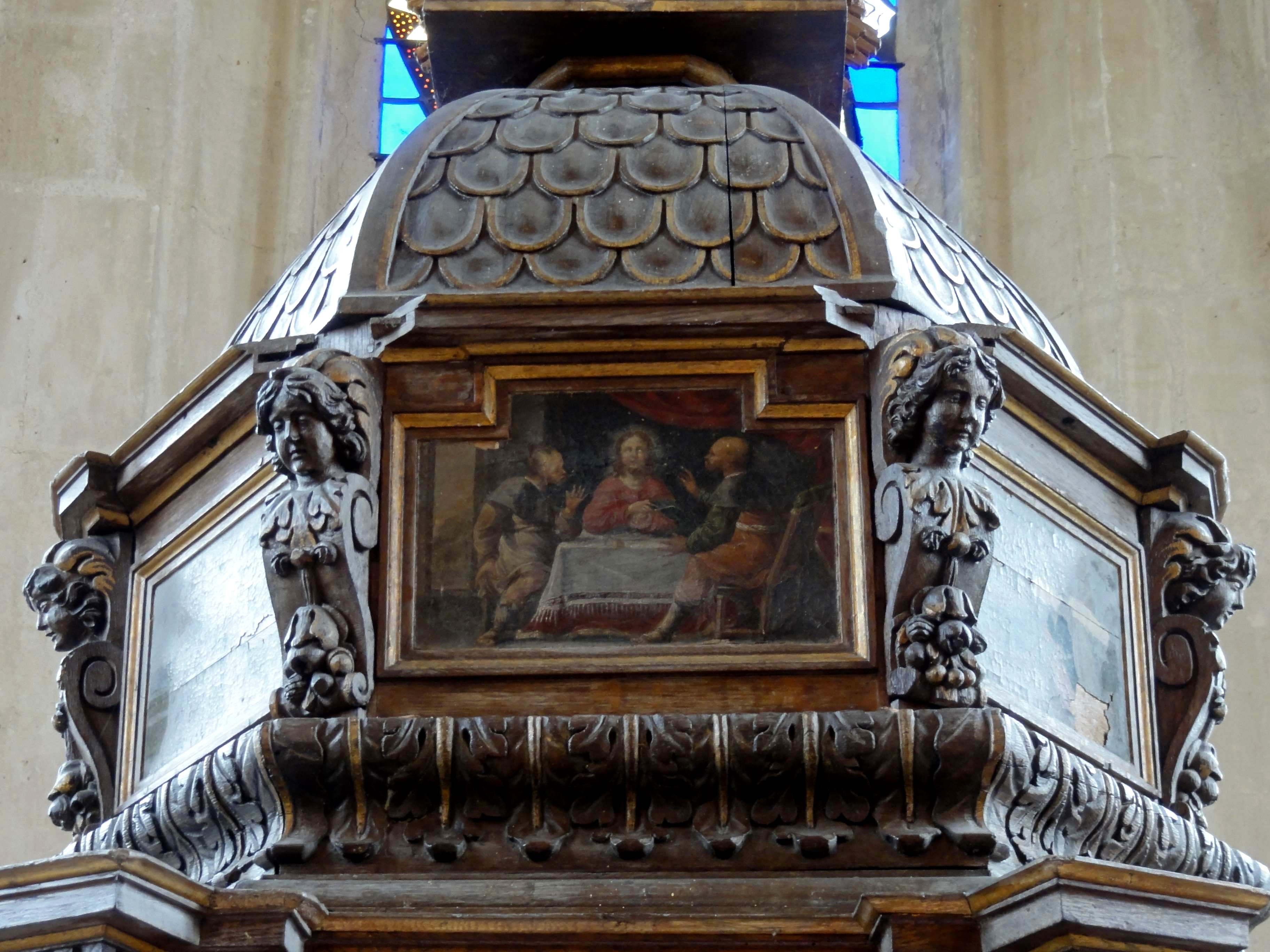
Les disciples d'Emmaüs.
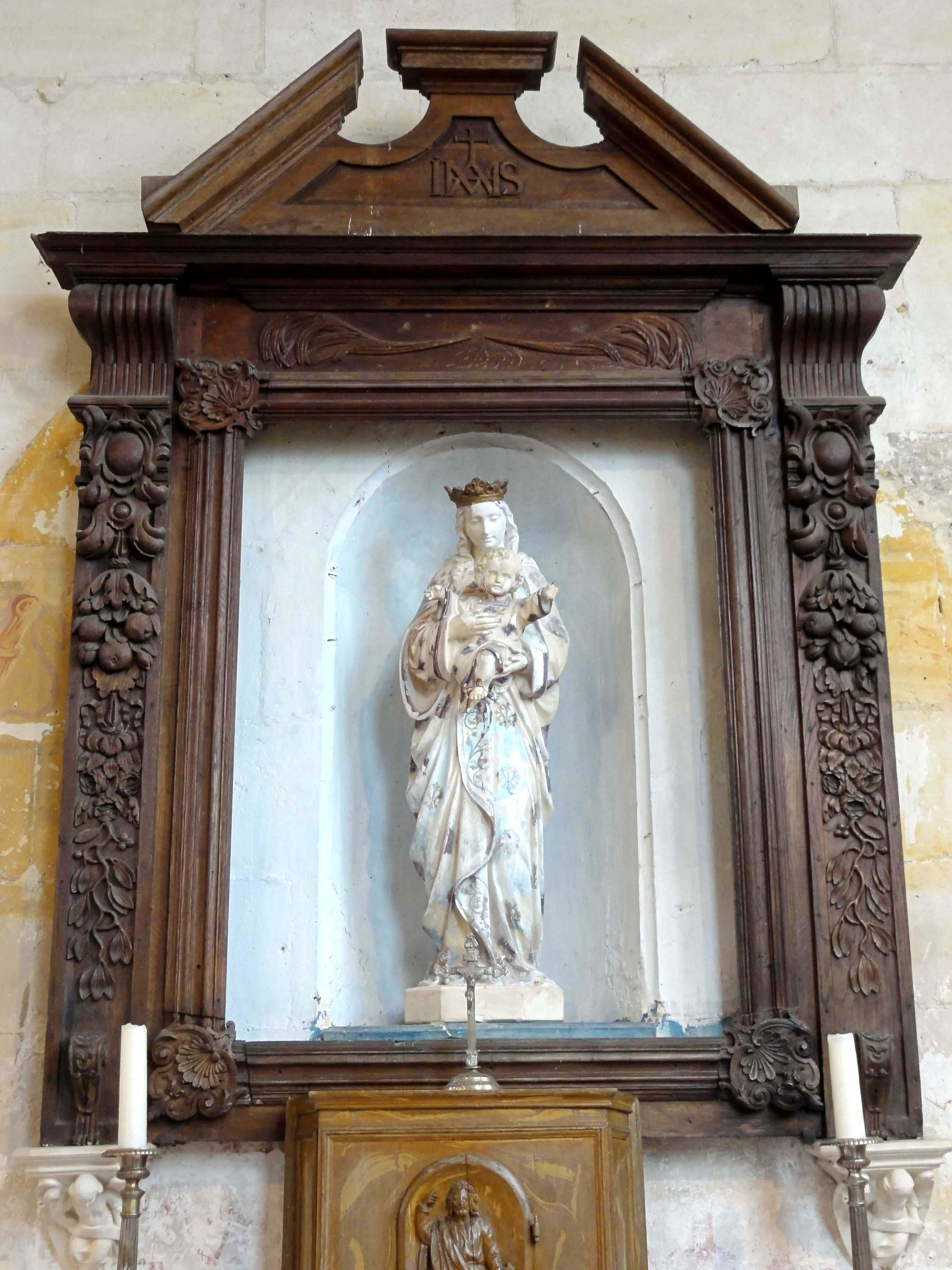
Retable de la Vierge.
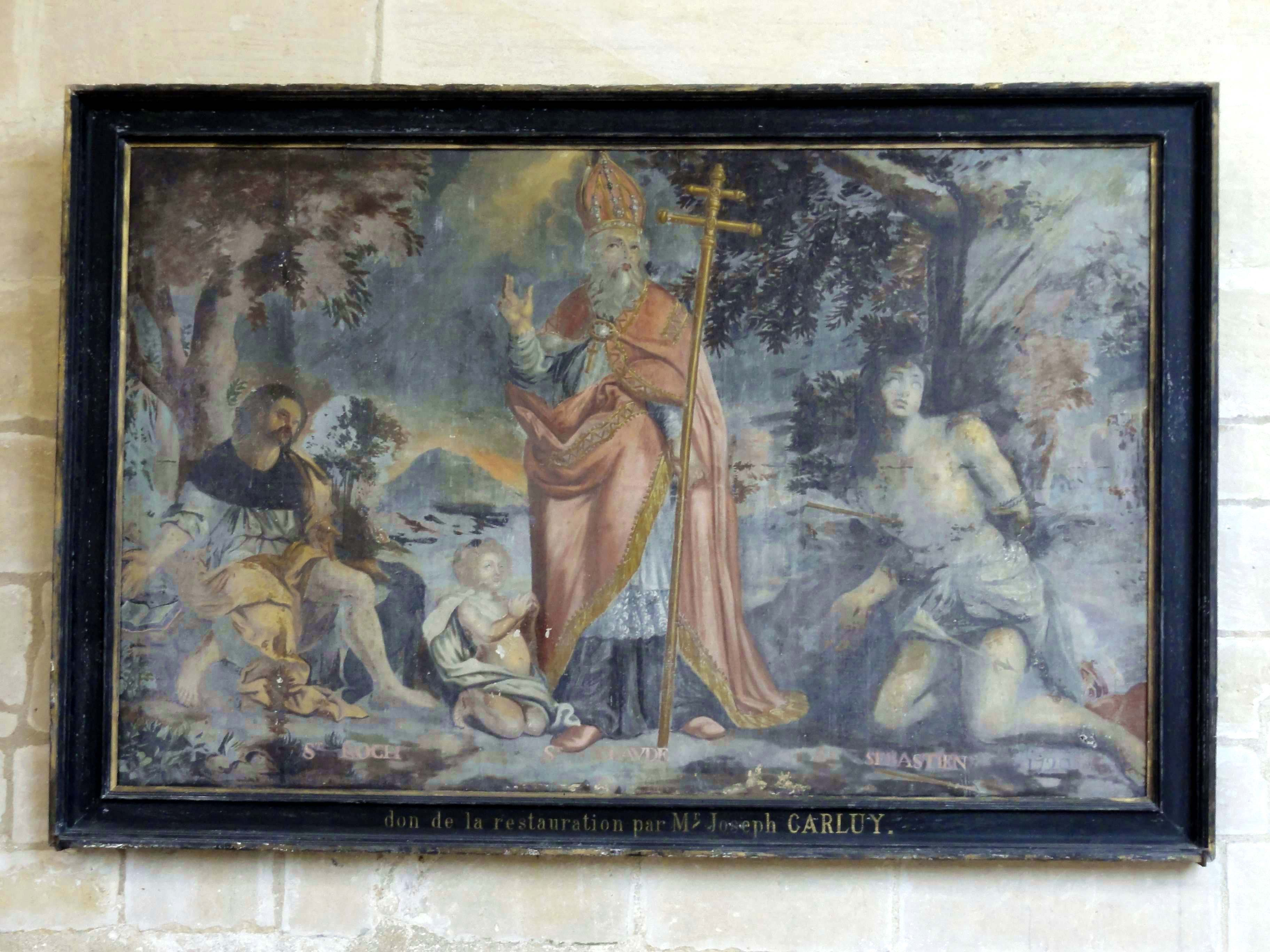
Tableau de la fin du XVIIIe.